# Torrente (Valencia)
Torrente (oficialmente en valenciano: Torrent) es un municipio y ciudad española de la provincia de Valencia, en la Comunidad Valenciana. Se encuentra en el área metropolitana de Valencia, en la comarca de la Huerta Sur. Cuenta con una población de 89 401 habitantes (INE 2024).

## Toponimia
No se sabe cuándo se originó el nombre de esta ciudad, aunque se especula sobre un posible origen latino. Existen dos palabras de origen latino que podrían ser la raíz del topónimo: Turritus (torreado, fortificado) o Torrens (rápido, impetuoso, violento).
La primera vez que aparece escrito es en un documento de Jaime I de 1232, en el que se llama Vilas de Torrent. Torrent fue el nombre oficial hasta que en el año 1860 se dicta una Real Orden por la cual todos los nombres de municipios valencianos debían de traducir sus nombres al español. Desde ese día se comenzó a usar de manera oficial el topónimo Torrente.
Desde el 2 de febrero de 1979, un decreto del Consejo de Ministros determinó que volviera a llamarse oficialmente Torrent. Desde ese año los documentos oficiales tanto en castellano como en valenciano incluyen el nombre de Torrent y también algunos periódicos escritos en castellano como Levante o Las Provincias emplean el nombre oficial. Según el Apéndice 3 de la Ortografía de la lengua española (1999) de la Real Academia Española, el topónimo tradicional en español es Torrente.

## Geografía
Capital de la comarca de la Huerta Sur, también lo fue de la Huerta Oeste hasta la desaparición de la misma en diciembre de 2022. Se encuentra a 8 km de la ciudad de Valencia, a los pies de la colina del Vedat de Torrent y a 15 km del mar. Junto con otros municipios de la comarca, Torrente forma parte de Mancomunidad Intermunicipal de la Huerta Sur, que tiene su sede en este mismo municipio.
El término municipal limita al norte con Aldaya, Alacuás y Chirivella, al este con Picaña y Catarroja, al sur con Alcácer, Picasent, y al oeste con Monserrat, Godelleta, Turís y Chiva todas ellas pertenecientes a la provincia de Valencia.

### Morfología
No hay prácticamente montañas importantes en toda la comarca y las únicas montañas del municipio son de poca altura: el Vedat de Torrente (142 m s. n. m.), Morredondo (157 m), Barret (142 m), Cabezo de la Araña (228 m) y la sierra Perenchiza (329 m). Una quinta parte del término municipal es zona de montaña. Hay que destacar que el término municipal es atravesado por el barranco de Torrente, el cual desemboca en el lago de la Albufera. Esto favorece la acumulación de agua durante episodios de lluvias intensas, por lo que aumenta la vulnerabilidad del municipio a inundaciones, especialmente durante eventos meteorológicos extremos como los provocados por la DANA.

### Vegetación
En las montañas encontramos sobre todo Pinus halepensis, Quercus coccifera, Pistacia lentiscus, gran cantidad de gramíneas y arbustos y matojos de tipo esclerófilo, por lo que es el típico coscojal mediterráneo. El terreno llano ha sido usado principalmente para la agricultura y apenas hay vegetación natural en las proximidades del casco urbano.

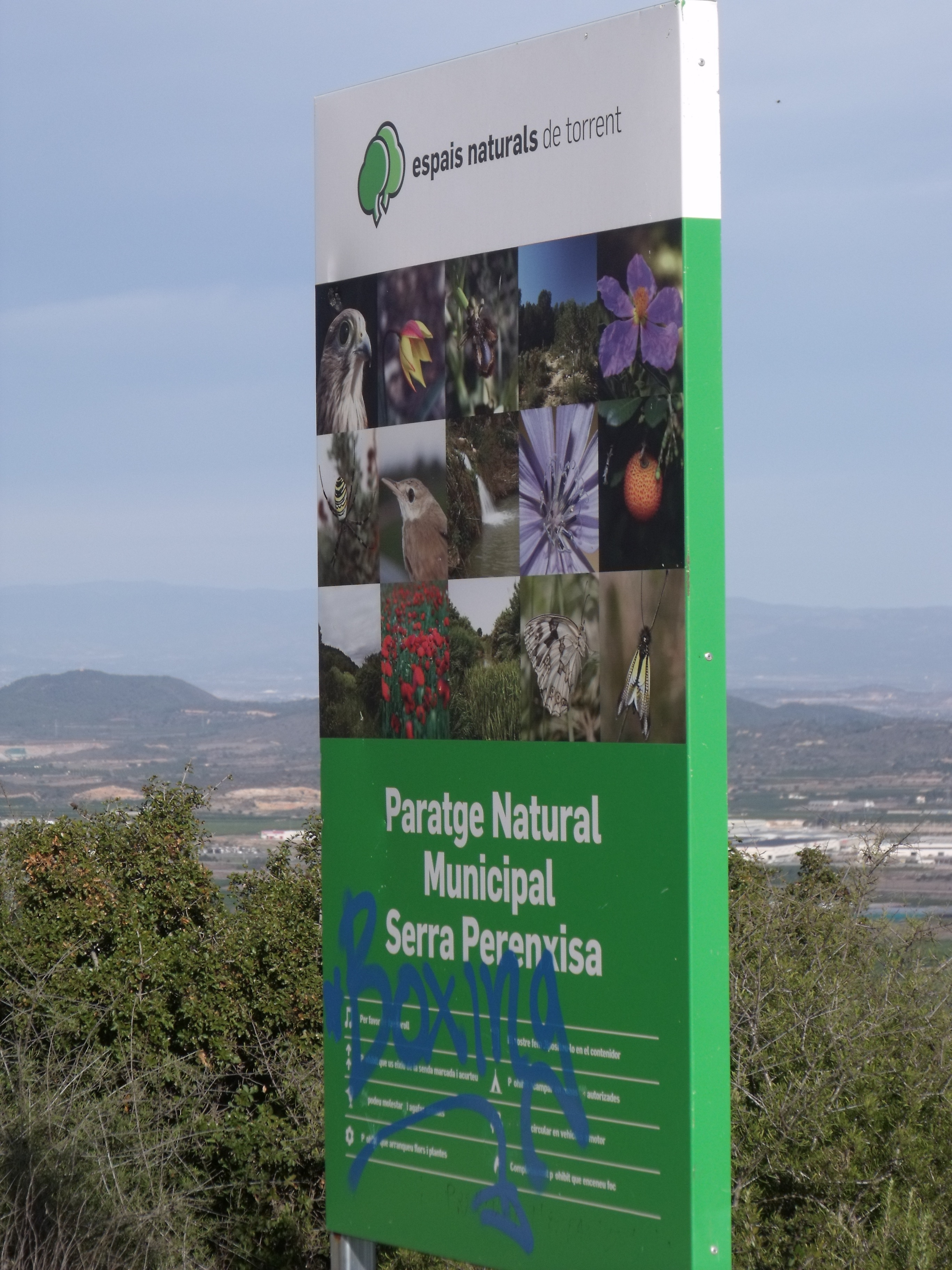
Acceso al paraje natural municipal de la sierra Perenchiza
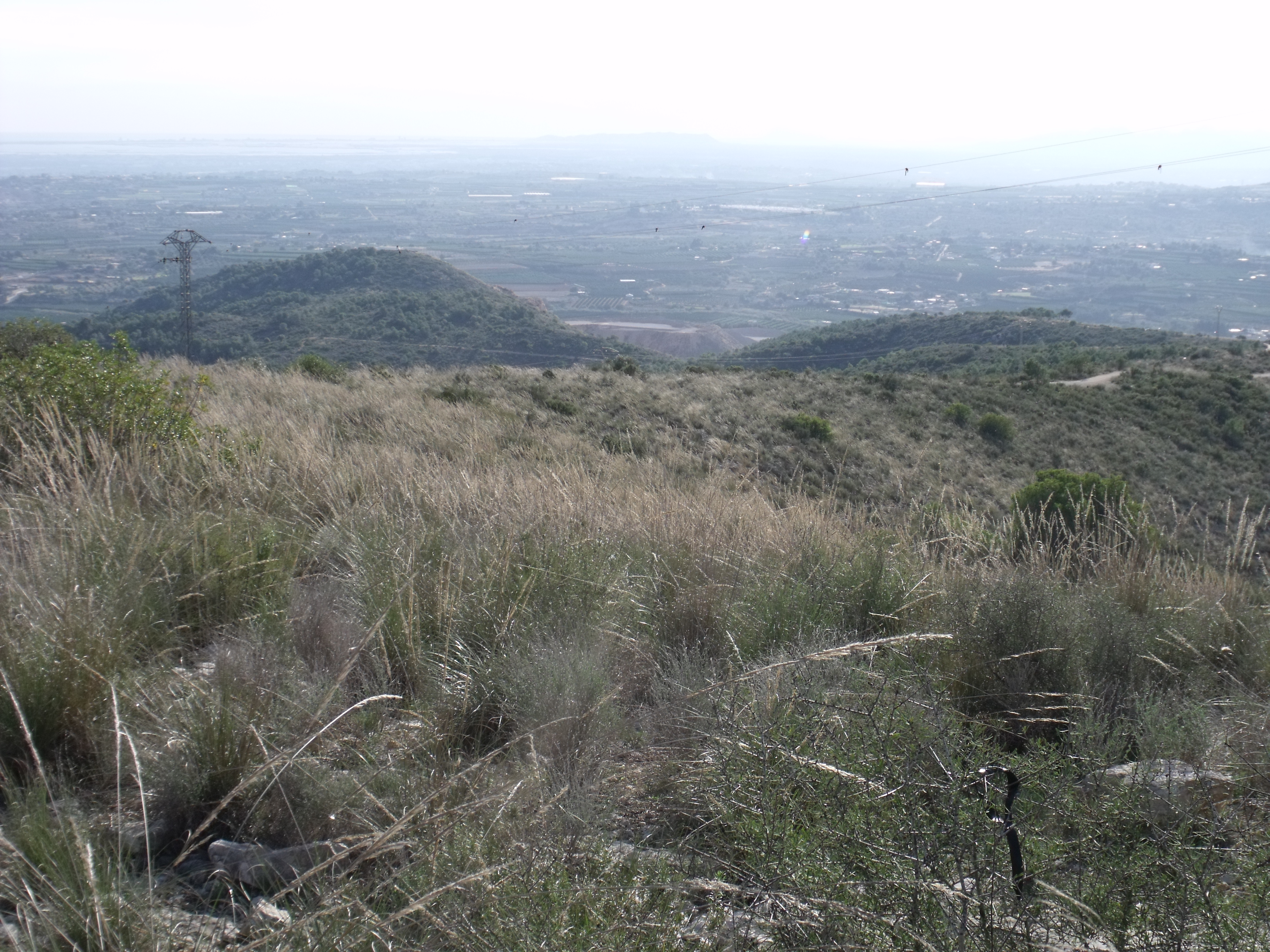
Paraje natural municipal de la sierra Perenchiza
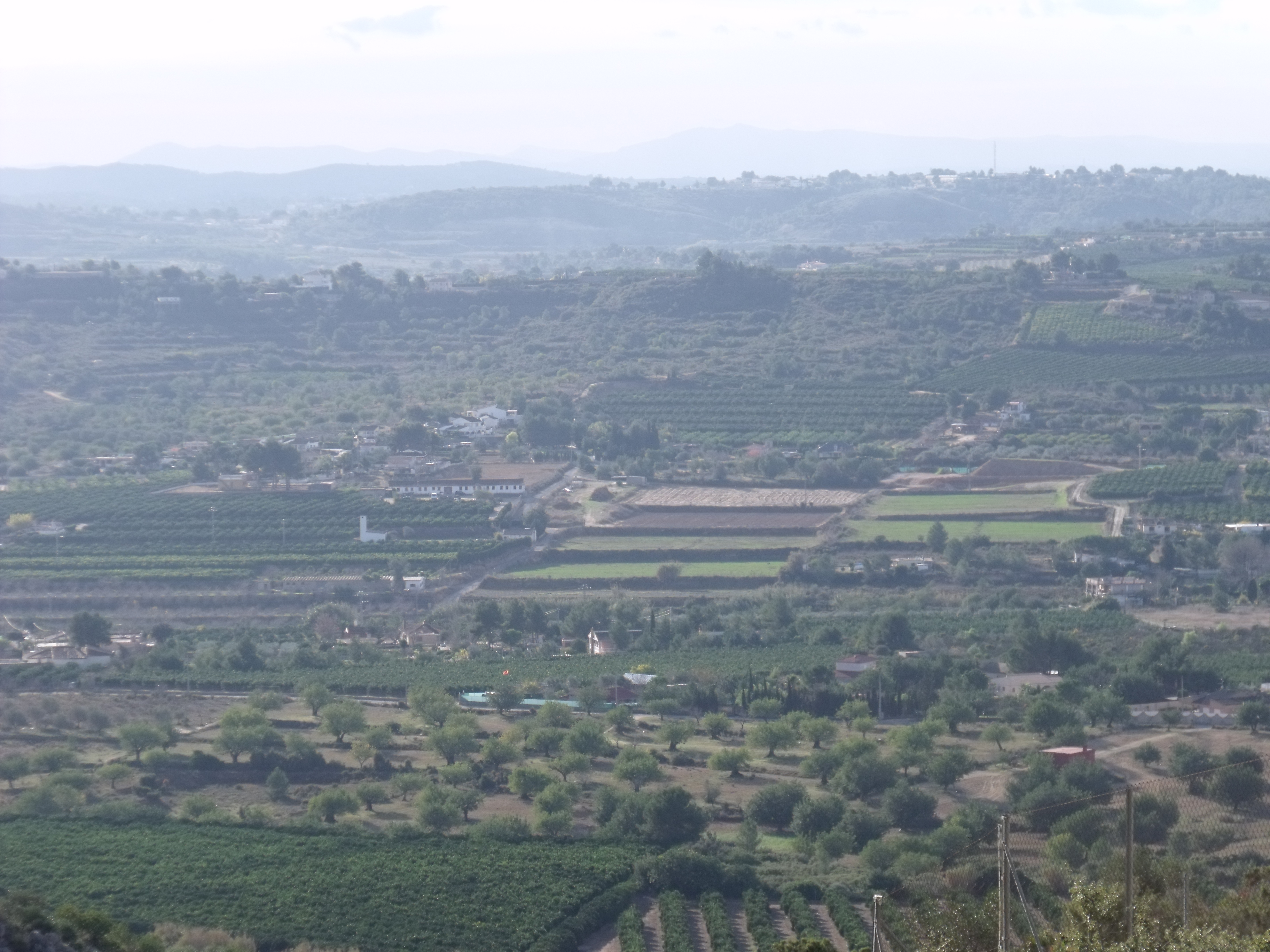
Cuenca del barranco de la Horteta

### Fauna
En Torrente hay una gran diversidad de fauna, sobre todo concentrada en las escasas zonas no habitadas de su territorio, como algunas regiones de la sierra Perenchiza, es posible encontrar animales de pequeño tamaño como reptiles (eslizón ibérico, lagartos, lagartijas, pequeñas serpientes), lagartos, y algunos otros, en aves encontramos una gran diversidad, por ejemplo gran variedad de paseriformes, y otras aves como garcetas, falconetes, y otros. Encontramos diferentes mamíferos como conejos, liebres, zorros, erizos, jabalíes, ratones de campo, musarañas y sobre todo murciélagos y algunas ginetas, que fueron introducidas hace años.
Además, la fauna de Torrente se puede dividir en invertebrados y vertebrados. Entre los invertebrados se encuentran:
- No artrópodos: diversidad de moluscos (destacando el caracol blanco de concha cónica, que es venenoso, y babosas), numerosas larvas de mariposas y escarabajos, miriápodos como el cardador y anélidos, por ejemplo, las lombrices de tierra.
- Artrópodos: gran variedad de lepidópteros (mariposas), coleópteros (mariquitas, escarabajo sanjuanero y rayado), hemípteros (chinches), ortópteros (saltamontes, mantis religiosa y cigarras), arácnidos (incluyendo diversas arañas y escorpiones), himenópteros (avispa y abeja) y odonatos (libélulas).

Entre los vertebrados se registran reptiles (como la largartija común, el lagarto “fardacho”, la salamanquesa y la culebra de agua), anfibios (ranas y sapos de tonalidades verde y marrón), una numerosa variedad de aves (por ejemplo, jilguero, verdecillo, gorrión, petirrojo, abubilla, mirlo, golondrina, avión, vencejo y cernícalo) y mamíferos (murciélagos, ratones de campo, conejos, erizos, zorros y, en menor proporción en la Sierra Perenchiza, la gineta).

### Clima
El clima es de tipo mediterráneo, correspondiente a la zona mediterránea, por lo que los inviernos son suaves y los veranos calurosos. La temperatura media es de 18 °C, en invierno oscila entre de 10 y 12 °C (aunque puede llegar a los 0 °C en los días más fríos) y en verano es de 27 °C (con picos de hasta 40 °C).
Las precipitaciones anuales son de 455 mm por metro cuadrado, llegando a los 700 mm los años en los que la gota fría se da en otoño. Las nevadas son episodios infrecuentes, un par de veces cada década, a excepción de las zonas más elevadas del término municipal.
En cuanto a la dirección del viento, predomina el componente este durante gran parte del año, especialmente en los meses más cálidos. Las horas de viento débil (menos de 1,6 km/h) se excluyen del cómputo, y se observan también patrones relevantes en las direcciones intermedias como noreste y sureste.
Torrent se encuentra relativamente próxima al mar Mediterráneo, lo que influye en la temperatura del agua en zonas costeras cercanas. La temperatura superficial del agua varía notablemente a lo largo del año. El periodo más cálido del agua va del 2 de julio al 29 de septiembre, con una media superior a los 23 °C, alcanzando su máximo en agosto (26 °C). El agua está más fría entre el 13 de diciembre y el 26 de abril, con una media por debajo de los 16 °C, siendo febrero el mes más frío (13 °C).

## Historia

### Los primeros habitantes

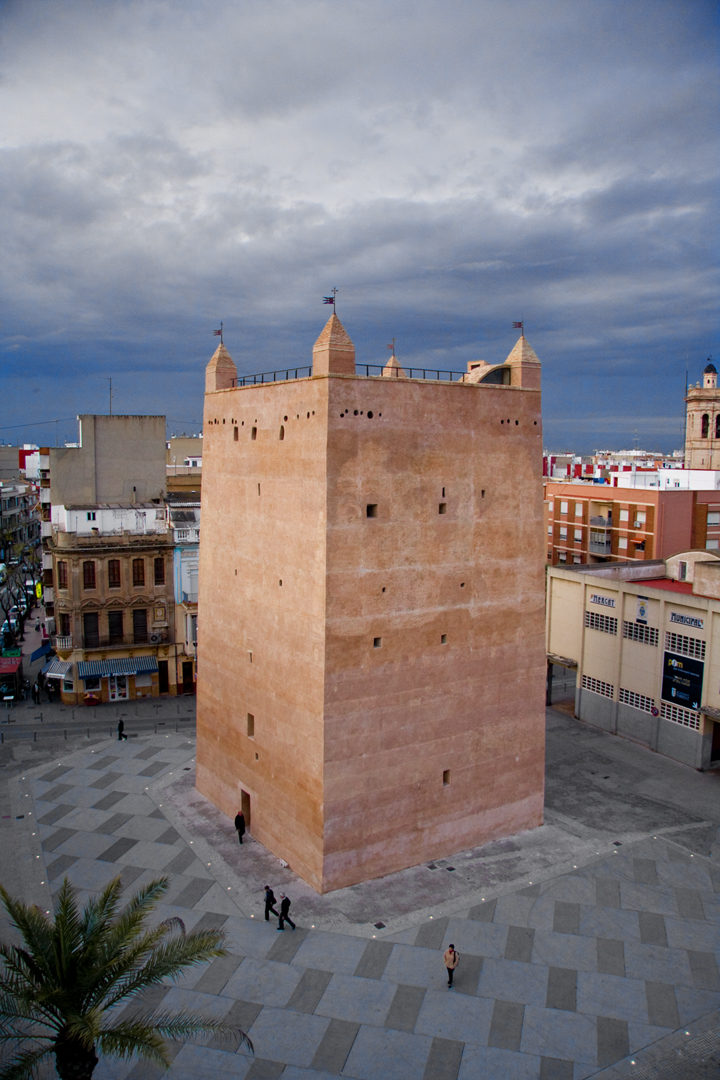
Torre del castillo de Torrente

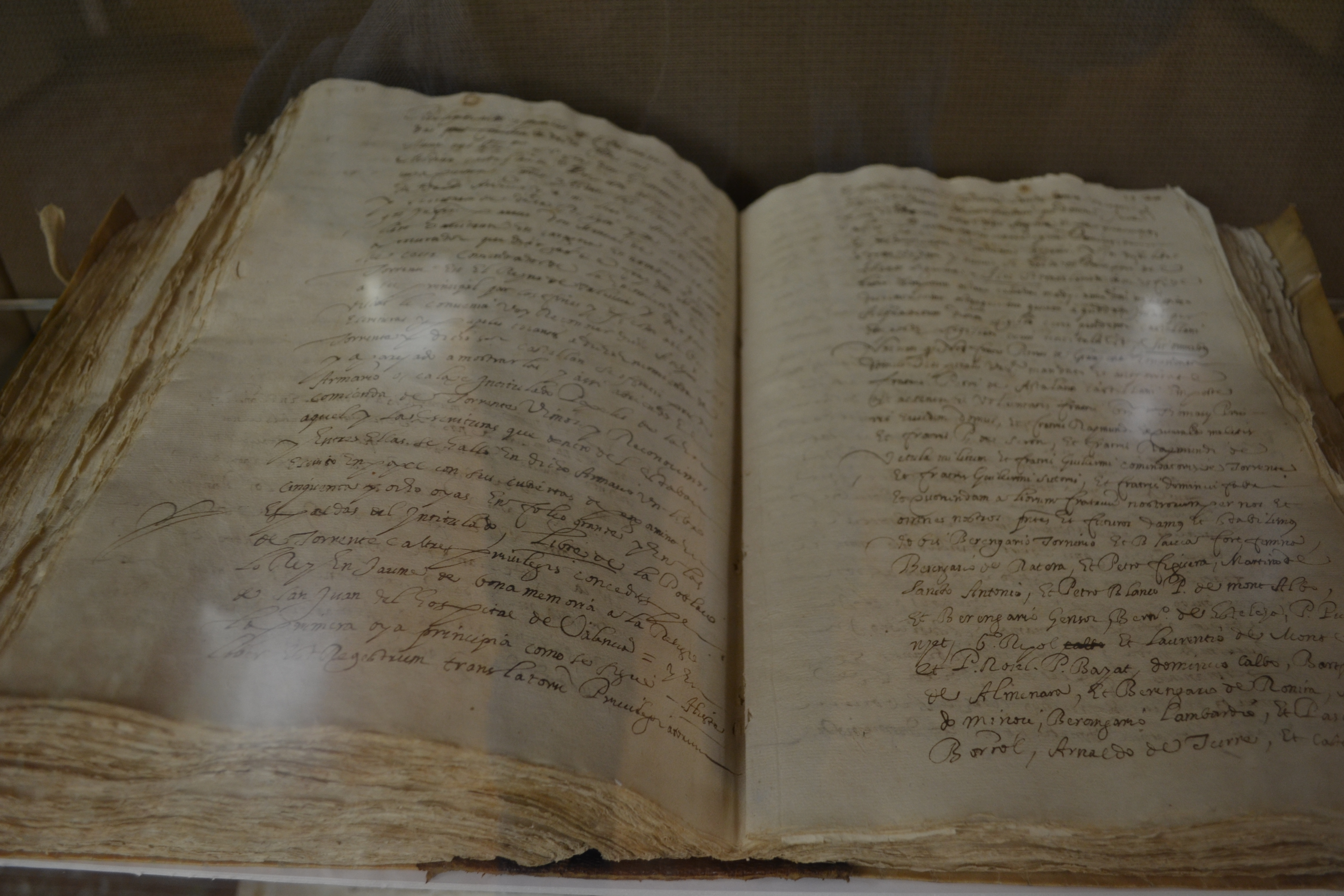
Carta Puebla de Torrente y Picaña (1248)

La fundación oficial como villa data de la Reconquista, aunque la Torre y su fortificación, así como los diversos restos arqueológicos encontrados (monedas, utensilios, armas, etc) indican que ya había moradores en este territorio durante la Edad de Bronce.
Hay restos de poblamientos ibéricos como la Llometa del Clot de Bailón. Pero es durante la romanización cuando el término se puebla densamente, con numerosas villas rústicas o casas de campo, como ahora Mas del Jutge, l'Alter, Sant Gregori o las Peñas. 
Después de la romanización comenzó un periodo de dominio musulmán, a partir del siglo VIII, que deja su impronta en la geografía urbana, con calles estrechas y tortuosas, plazas y calles sin salida, y en la zona rural con partidas como la de Benisayet o el Rafol, así como los restos de los despoblados de la Carrasquera y el Molinell.[cita requerida]

### Fundación de Torrente
Torrente fue fundada en 1248, diez años después de la Conquista de Valencia por parte de Jaime I. El rey ofreció estas tierras a fray don Hugo de Folcalquier teniente de la Orden de San Juan de Jerusalén (u Orden del Hospital) para tratar de obtener su ayuda en la guerra de Conquista de Valencia.
Finalizada la Conquista, en 1232 Jaime I firmó un documento por el cual regalaba este y otros pueblos a la Orden de San Juan de Jerusalén para que los administraran como quisieran. Estos pueblos eran: Cullera, Silla, Montroy y Macastre, entre otros.
El 5 de mayo de 1238 se hizo efectiva la toma de posesión de la villa por parte de la Orden, que decidió poblarla con cincuenta cristianos viejos, cediéndoles casas y tierras. La villa perteneció a la Orden hasta 1807.
A pesar de que Jaime I le dio a la Orden plenos poderes sobre la zona, desde el principio surgieron disputas con el obispo de Valencia que reclamaba el derecho a cobrar el diezmo en Torrente. En 1243 el obispo de Lérida tomó cartas en el asunto declarando que la Orden de San Juan de Jerusalén y el Obispo de Valencia se reparatirían el diezmo a partes iguales y zanjarían el conflicto.

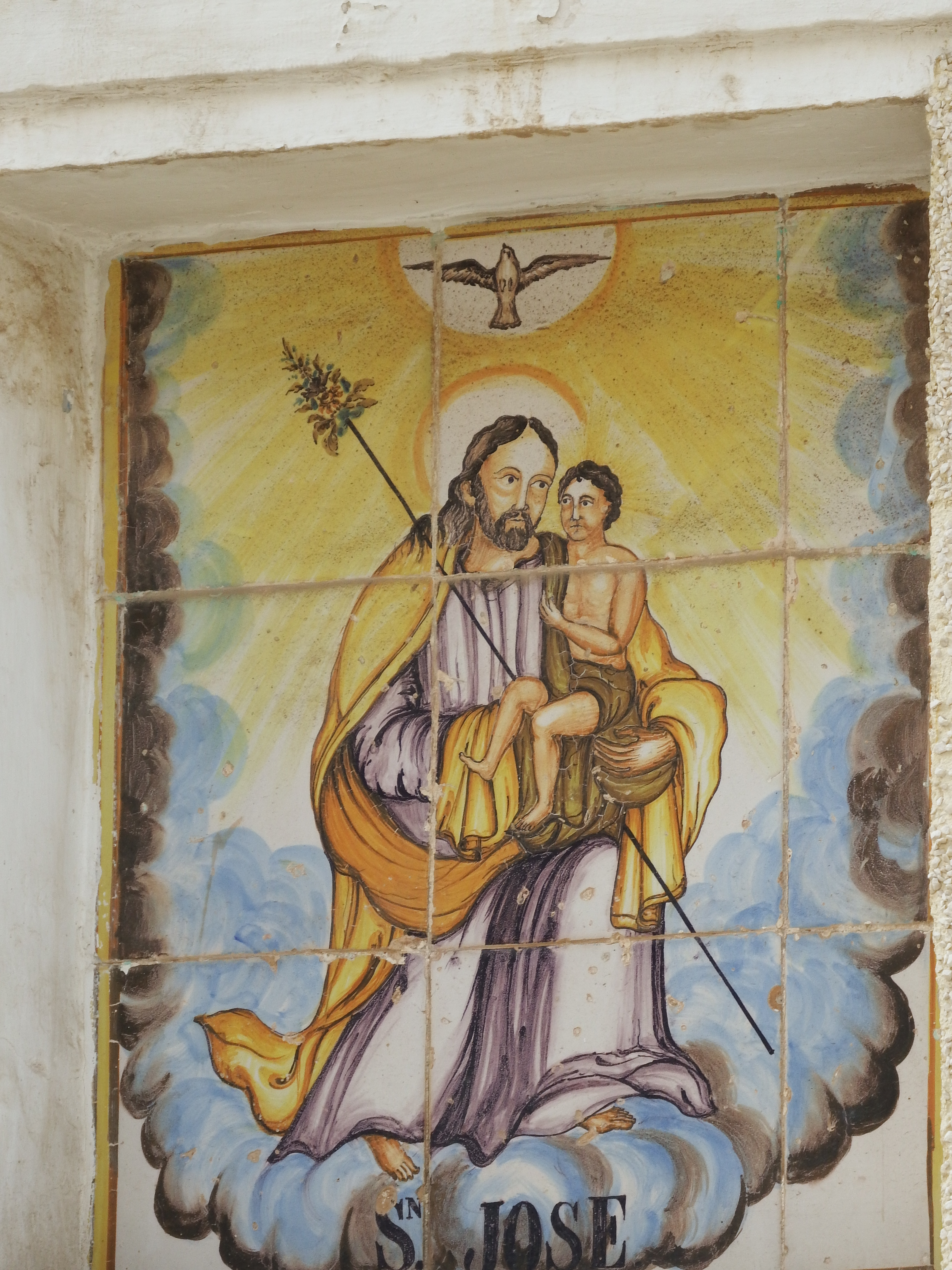
Retablo de San José (finales del) situado en la calle homónima, urbanizada en la primera mitad de ese siglo

### DelsigloXVIIIen adelante
En el siglo XVIII se edificó en la plaza la ermita de la Virgen del Rosario, que fue derruida en 1868.
En 1846, Torrente fue nombrada cabeza de partido judicial en sustitución de Catarroja.
Entre 1810 y 1850 se edificó en la hasta entonces partida rural del Alter, apareciendo las calles de San José, Santa Bárbara, San Onofre, Santa Lucía, Virgen de los Desamparados, Santa Teresa, entre otras.
En 1893 se inauguró la estación de ferrocarril que forma parte de la línea que uniría Valencia con Villanueva de Castellón. En el momento de su construcción se encontraba entre campos de cultivo, por lo que para facilitar el acceso se fue desarrollando la calle Cervantes, abierto y acondicionado en 1910. En la misma calle se inauguró el 22 de noviembre de 1911 el Cine Cervantes, primero de la población, que fue en los inicios del siglo XX un centro de actividad política y cultural.
Otros locales públicos de la población -a inicios del siglo XX- se situaban en la plaza Mayor o sus alrededores, como el Círculo Católico, la Sociedad Musical Obrera, Casino de la calle Sagra o la sociedad Música Nova.

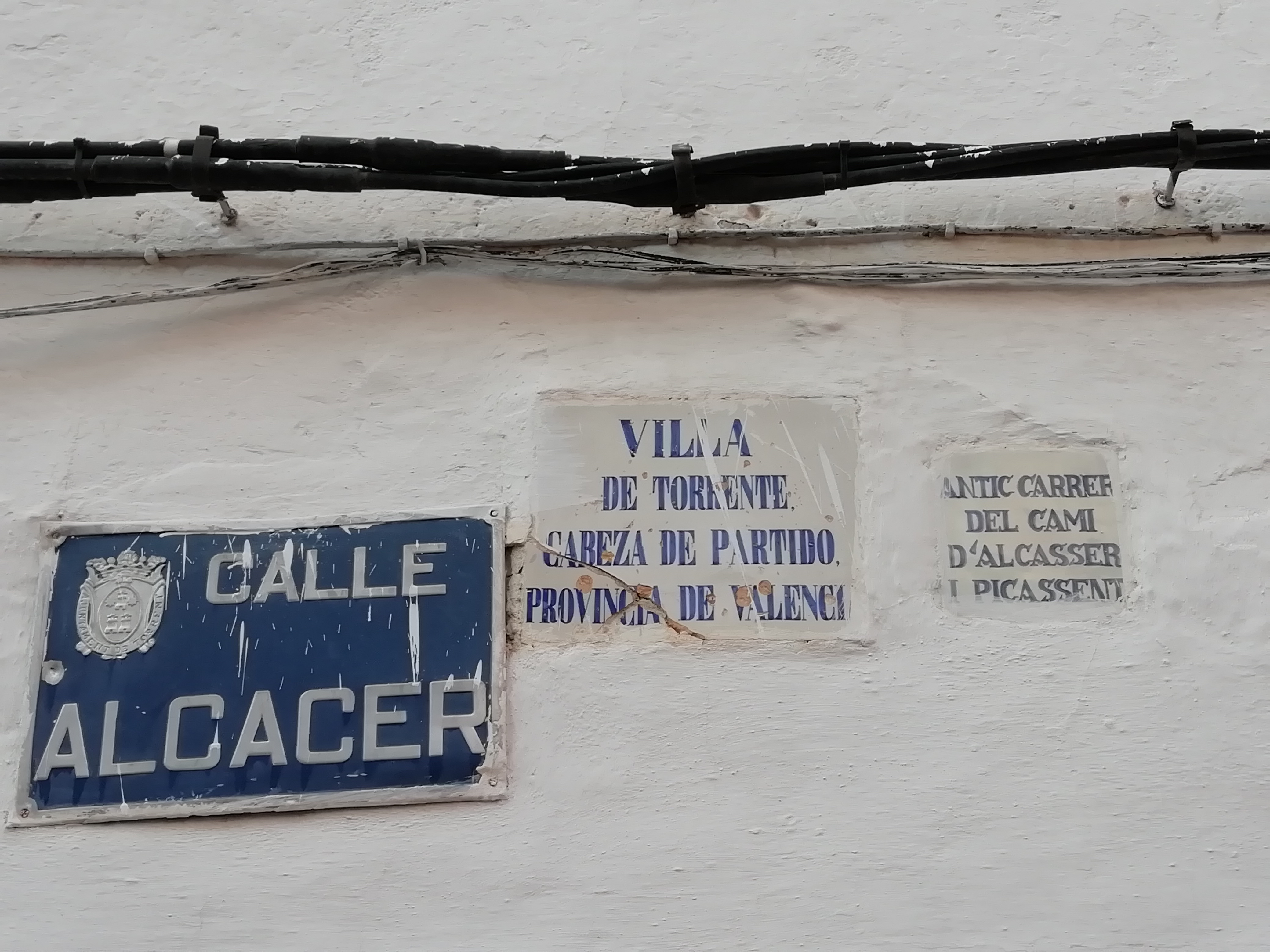
Paneles cerámicos en la calle Alcácer. Antiguo camino de Alcácer a Picasent

El domingo 29 de septiembre de 1929 se iniciaron oficialmente las obras de la Avenida al Vedat, que en diferentes épocas se llamaría de Alfonso XIII, de los Mártires y del País Valenciano. La avenida se iría extendiendo a lo largo de las décadas. En febrero de 1933, el Diario de Valencia se lamentaba del estado de las obras. Pero según fueron completándose las obras en sus primeras partes, la vía atrajo a paseantes y negocios. Así en 1959 se inauguró el cine Liceo, en el número 50 de la avenida.

### Gota fría de 2024
A finales de octubre de 2024, el municipio sufrió catastróficas inundaciones debido a un temporal de gota fría, que arrasó con carreteras, puentes y viviendas, dejando más de 200 muertos y cientos de damnificados en la provincia de Valencia. Las intensas lluvias desbordaron ríos y sistemas de drenaje, sumergiendo calles enteras bajo el agua y causando estragos en cultivos y propiedades.
Impacto del Temporal de Gota Fría (Octubre 2024)
A finales de octubre de 2024, Torrente sufrió varias inundaciones debido a un temporal de gota fría. Durante este periodo, se registraron precipitaciones anómalas, lo que provocó el desbordamiento de ríos y sistemas de drenaje. El temporal afectó gravemente las infraestructuras locales, dañando carreteras, puentes y cientos de viviendas, con un número de fallecidos superior a 200 y cientos de damnificados en la provincia de Valencia.
Respuesta de Emergencia y Medidas de Reconstrucción
Tras las inundaciones provocadas por la DANA de octubre de 2024, el Ayuntamiento de Torrent habilitó de inmediato el Pabellón El Vedat como centro de acogida para más de 800 personas afectadas. Se establecieron también centros logísticos en otros pabellones municipales y un punto de coordinación de voluntarios junto a la Torre. Durante las primeras semanas, el CECOPAL coordinó las tareas de rescate, limpieza y distribución de ayuda.
Se restablecieron servicios básicos como el suministro de agua potable —mediante fuentes provisionales y la reconstrucción de un acueducto— y electricidad, con la instalación de generadores en zonas afectadas. Varias infraestructuras sufrieron daños graves, incluidos puentes, pasarelas peatonales y caminos rurales. La Generalidad Valenciana asumió su reconstrucción, y se activaron líneas de transporte público adicionales para facilitar la movilidad.
La solidaridad ciudadana y la colaboración de instituciones de toda España permitieron atender las necesidades urgentes. Se habilitaron puntos de información para tramitar ayudas, atención psicológica y evaluación de daños agrícolas. La Fundación Amancio Ortega donó 4,3 millones de euros para apoyar a los damnificados.
El proceso de reconstrucción continúa, con actuaciones centradas en la recuperación de caminos rurales, la reparación de infraestructuras y la limpieza de barrancos. El Ayuntamiento reclama mayor implicación del Gobierno central y de la Confederación Hidrográfica del Júcar para acometer obras clave y garantizar la resiliencia ante futuras emergencias.

## Demografía
Torrente cuenta con una población de 89 401 habitantes (INE 2024).
| Gráfica de evolución demográfica de Torrente entre 1842 y 2021                                                      |
| |
| Población de derecho según los censos de población del INE Población de hecho según los censos de población del INE |

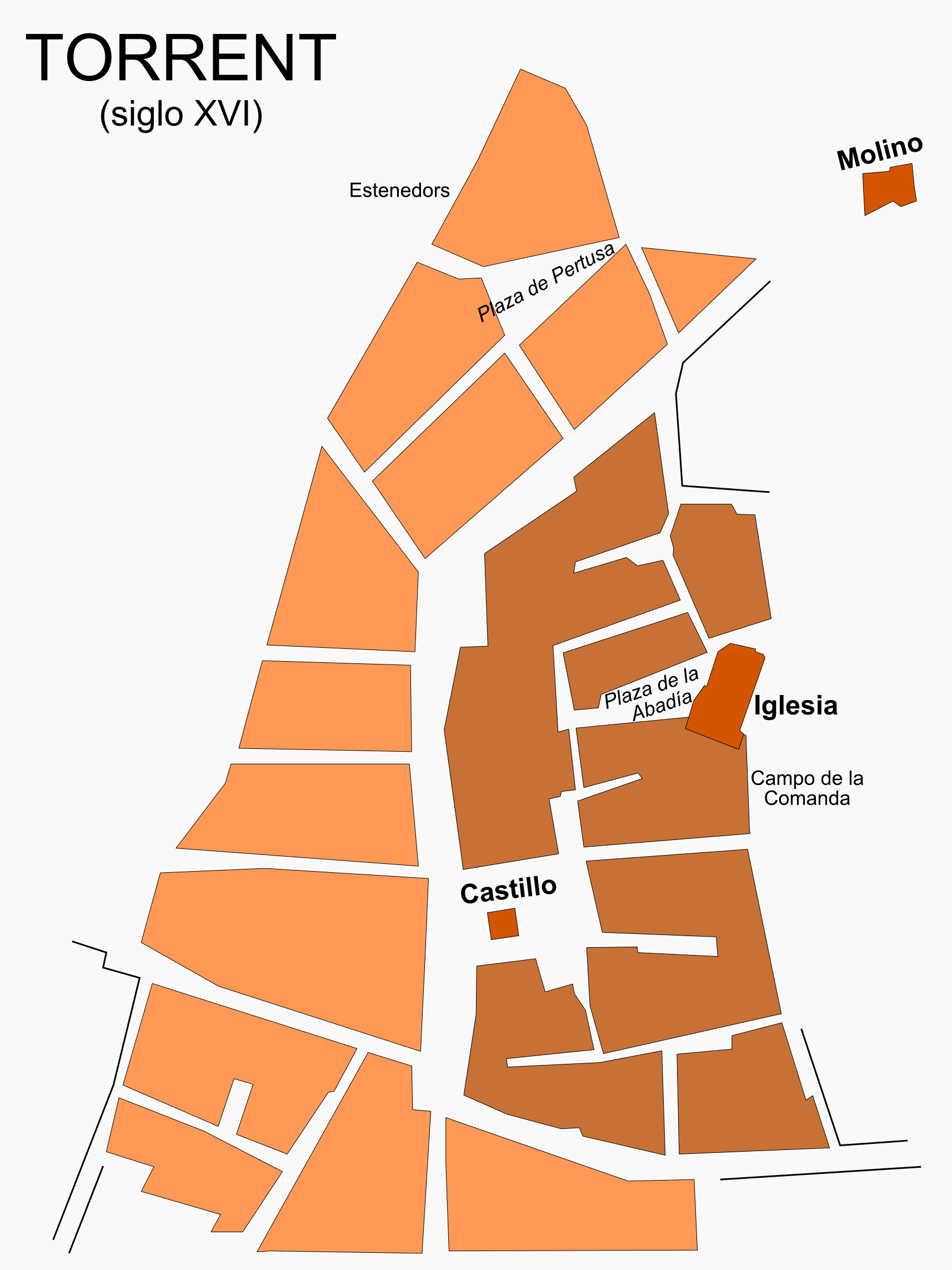
Plano de Torrente en el

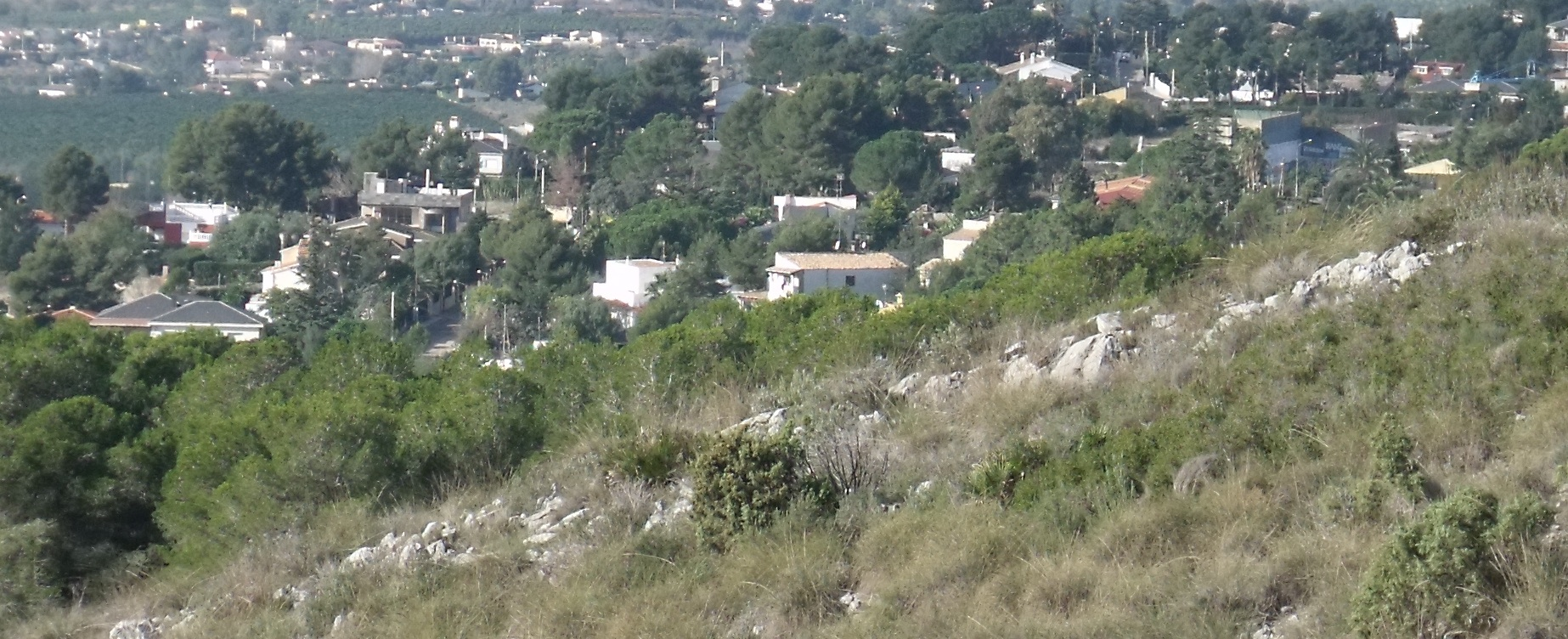
Urbanización Cumbres de Calicanto, iniciada en los años 60

A inicios del siglo XX Torrente era el municipio más poblado de la comarca, con 8561 habitantes. En 1940 ya superaba los trece mil. Fue a partir de la década de 1950 cuando se produjo un gran crecimiento demográfico impulso por la llegada de emigrantes de las comarcas interiores de la Comunidad Valenciana y de otras regiones de España.
Gracias a su integración en el área metropolitana de Valencia, principalmente como ciudad dormitorio, Torrente ha presentado un fuerte crecimiento demográfico desde los años 1950, alcanzando los 80 630 habitantes en 2017. Un 11,06 % de sus habitantes era, en el padrón del 2008, de nacionalidad extranjera.

### Población por núcleos

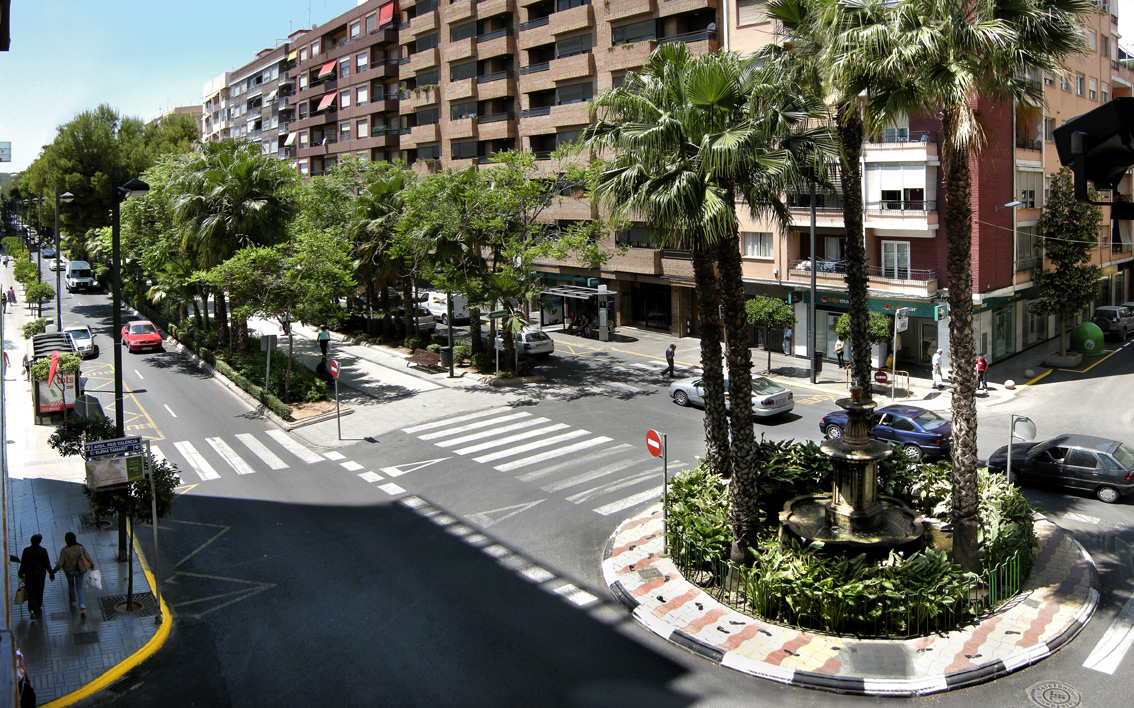
Una avenida de Torrente

Desglose de población según el padrón continuo por unidad poblacional del INE.
| Núcleos              | Habitantes (2023) | Varones | Mujeres |
| -------------------- | ----------------- | ------- | ------- |
| Cumbres de Calicanto | 1056              | 521     | 535     |
| Masía del Juez       | 1102              | 572     | 530     |
| Monte Vedat          | 15 006            | 7519    | 7487    |
| Torrente             | 70 131            | 34 151  | 35 980  |

## Economía
Históricamente la base de la economía torrentina era la agricultura de secano. Pese a su ubicación en la Huerta de Valencia, hacia finales del siglo XIX la superficie regada solo alcanzaba el 6 % del total de superficie cultivable. Además, era en los terrenos de secano en los que el labrador era el propietario, ya que los campos de regadío pertenecían generalmente a rentistas que arrendaban el usufructo a labradores locales. En 1901 el 54 % de los trabajadores pertenecían al sector agrícola.
Durante el siglo XX el regadío fue ganando terreno al secano. Los cultivos tradicionales se sustituyeron por el naranjo. A partir de los años 1950 comenzaron a transformarse los campos de la parte occidental del término, perforándose pozos y constituyéndose comunidades de regantes. En 1966 el regadío ya ocupaba el 26 % de la superficie agraria, y un 60 % de la superficie regada estaba plantada de naranjos.
En los 1980 se transformaron terrenos cada vez más agrestes, gracias al uso de mejores tractores y riego localizado. En 1995 el regadío alcanzaba el 68 % de la superficie agrícola y de ello el 66,5 % se dedicaba al naranjo.
Pese a las modificaciones en el campo, el desarrollo industrial hizo que ya en 1970 solo un 13 % de la mano de obra se dedicara al sector primario.
Ha habido tradicionalmente una presencia de la industria en Torrente, basada en la transformación de productos agrícolas (aguardientes, conservas, fabricación de aceite), industrias de la madera y calzado. En 1901 el 16 % de la mano de obra se dedicaba a la industria. A partir de los 1950s una parte de esas actividades tradicionales -vinos, aguardientes, parte de la industria de la madera- desaparecieron. Otras industrias, generalmente originadas en pequeños talleres familiares, se transformaron y crecieron durante los sesenta y setenta del siglo XX. Aparecieron empresas industriales dedicadas al bronce y el mueble.
El 64 % de la población ocupada trabajaba en la industria en 1970. Al tiempo, el desarrollo de las industrias llevó a que se trasladaran a polígonos industriales, como en la carretera de la Masía del Juez. Este polígono, surgido de forma no planificada, se fue organizando y dotando de estructuras, siendo beneficiado por su acceso al by-pass de Valencia desde la construcción del mismo en 1992.
El sector servicios torrentino tradicional se centraba en actividades de almacenamiento, transporte y comercio -destacaba la venta ambulante de helados y frutas- que daban servicio tanto a la agricultura y población local como a la de municipios circundantes. Así en 1950 el 26 % de la población activa trabajaba en el sector. Sin embargo la proporción se redujo al 17 % en 1970, fruto de la expansión industrial. Posteriormente el peso del sector servicios se volvió a incrementar.
La cercanía a Valencia ha facilitado su industrialización, aunque no ha perdido totalmente su carácter agrícola inicial. Es además un tradicional lugar de veraneo para los habitantes de Valencia. Ello ha desarrollado la creación de numerosas urbanizaciones, de las que la más tradicional es el Vedat de Torrent.

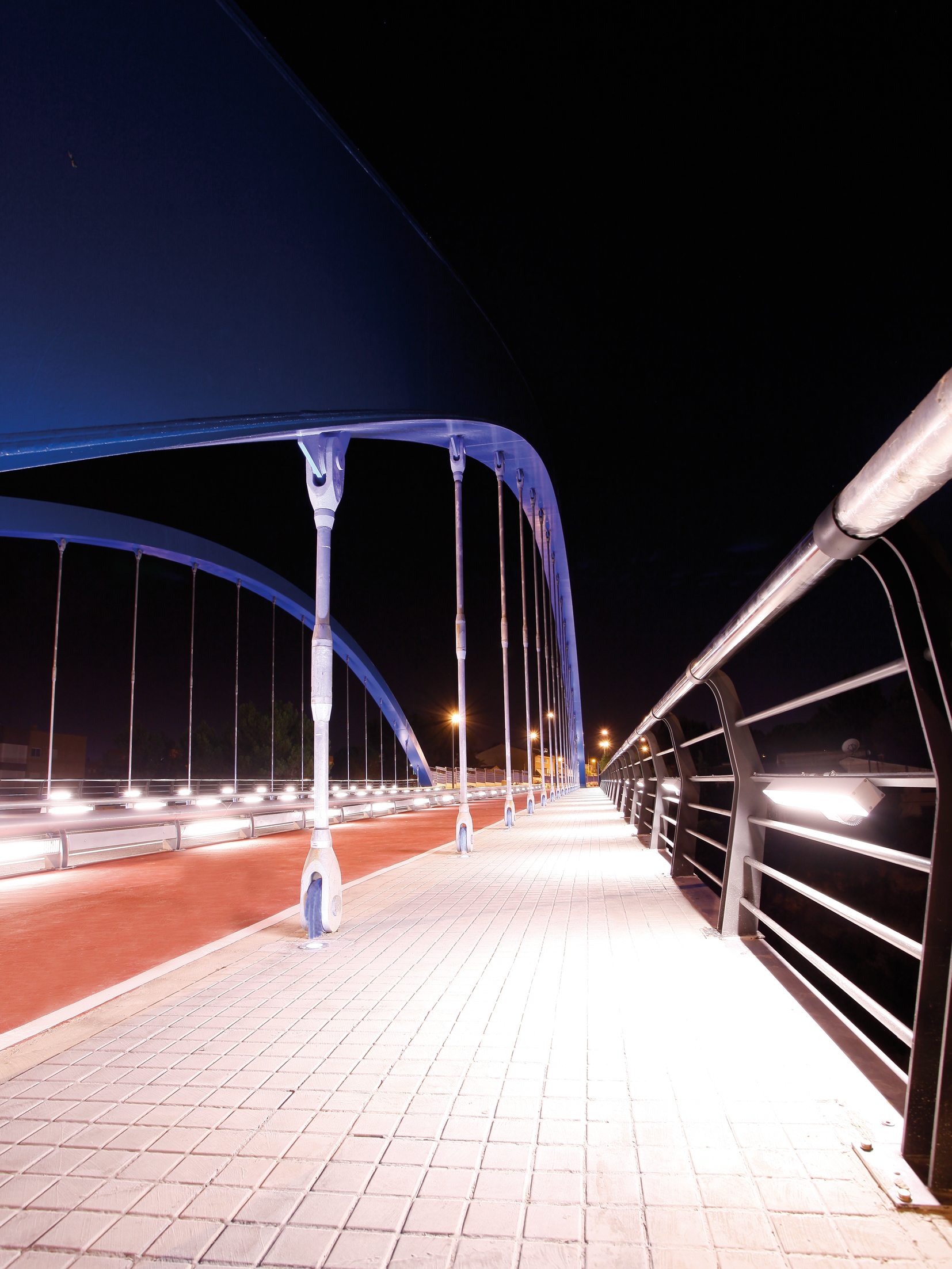
Puente Azul

## Comunicaciones

### Por carretera
Viales de primer orden conectan Torrente con el resto de municipios de la comarca, aunque el eje viario más significativo que atraviesa su término municipal es sin duda la autopista AP-7/E-15 o sección sur de la autovía de circunvalación de Valencia conocida como by-pass, inaugurada en 1992. Esta ruta internacional dispone de dos accesos con el casco urbano o los polígonos industriales. De norte a sur, son: CV-410/Mas del Jutge—Calicanto y CV-405/Camino Real de Montroy-El Vedat.
Otra carretera de gran capacidad finalizada en 2005 (CV-33) ofrece, al norte del municipio, una conexión con la autovía A-3/E-901 Madrid-Valencia y, al sur, enlaces con Picaña, Albal, Paiporta y Catarroja.
En julio de 2009 y tras año y medio de obras, finalizó el conocido como puente Azul que une el casco urbano de la ciudad con el polígono industrial Mas del Jutge. Obra que fue sufragada por la Diputación de Valencia. Además, ese mismo año pero en el mes de abril entró en funcionamiento la circunvalación de Torrente por el sur que une las carreteras de Picaña con la zona nueva de Parc Central, pudiendo los vehículos desplazarse de un lado a otro de la ciudad sin necesidad de cruzar por el centro. A esta vía se la conoce como la Ronda del Safranar.
La conexión de Torrente con Valencia mediante autovía se inauguró en 1993.

### Metro
El servicio de metro se originó como parte de la red de ferrocarriles de vía estrecha que desde 1893 comunicaba Valencia con Villanueva de Castellón. En 1988 esta línea se integró entre las primeras del servicio de metro.

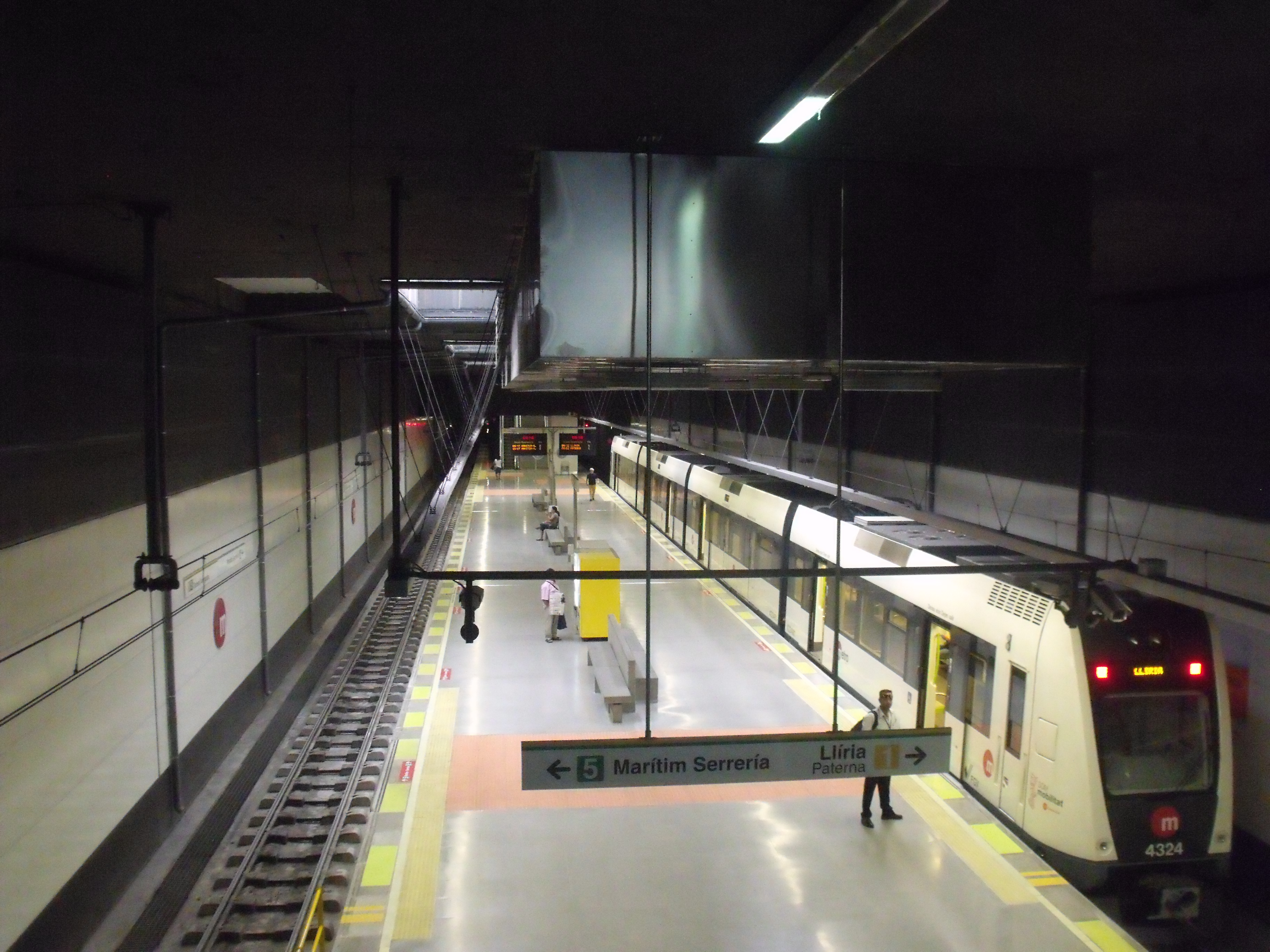
Estación de Torrent Avinguda

La ciudad de Torrente cuenta con un servicio de metro que une con la capital del Túria. Esta gestionado por la empresa pública de MetroValencia, por la localidad pasan 3 líneas, 2 de ellas finalizando el servicio en Torrent Avinguda.
- L1. Bétera - Castelló
- L2. Llíria - Torrent Avinguda
- L7. Marítim-Serreria - Torrent Avinguda

Tiene tres estaciones de metro: Torrent (L1, L2 y L7), Torrent Avinguda (L2 y L7) y Col·legi El Vedat (L1).
La estación de Torrent Avinguda fue inaugurada el 22 de septiembre de 2004, y se encuentra ubicada en el centro de la avenida y a la vez se encuentra en el centro de la población.
Se da la circunstancia que gran parte de los fallecidos en el accidente del Metro de Valencia en julio de 2006 eran vecinos de Torrente (exactamente 21 de los 43 fallecidos).
Además, el municipio cuenta con los antiguos talleres de Torrente pertenecientes a Ferrocarriles de la Generalidad Valenciana, donde se guarda gran parte del material histórico para el futuro Museo del Transporte, que desde hace 25 años se está gestando.

### Autobús
Torrente cuenta con varias líneas de autobuses interurbanos, operadas bajo la marca comercial MetroBús de la Generalidad Valenciana, que conectan el municipio con Valencia y localidades colindantes. Las líneas son las siguientes:
| Línea | Recorrido                                                                                      | Operador        |
| ----- | ---------------------------------------------------------------------------------------------- | --------------- |
| 106A  | Torrente - Alacuás - Aldaya - C.C. Bonaire - Cuart de Poblet - Aeropuerto - Manises            | Fernanbús       |
| 106B  | Torrente - C.C. Bonaire                                                                        | Fernanbús       |
| 153N  | Nocturno Valencia – Paiporta – Picaña – Torrente                                               | Fernanbús       |
| 170A  | Valencia - Barrio de la Luz - Chirivella - Alacuás - Torrente - El Vedat - Cumbres - Calicanto | Fernanbús       |
| 170B  | Valencia - Barrio de la Luz - Chirivella - Alacuás - Torrente - El Vedat                       | Fernanbús       |
| 170C  | Valencia - Barrio de la Luz - Chirivella - Alacuás - Torrente                                  | Fernanbús       |
| 186A  | Paiporta - Albal - Torrente - Paiporta                                                         | Autocares Herca |
| 186B  | Albal - Paiporta - Torrente - Albal                                                            | Autocares Herca |
| 500A  | Real - Valencia                                                                                | Autocares Buñol |
| 500B  | Monserrat - Torrente                                                                           | Autocares Buñol |
| 501   | Alfarp - Valencia                                                                              | Autocares Buñol |
| 502A  | Millares - Dos Aguas - Valencia                                                                | Autocares Buñol |
| 502B  | Millares - Dos Aguas - Valencia (por Alfarp)                                                   | Autocares Buñol |

Torrente cuenta a su vez con transporte urbano municipal, en funcionamiento desde febrero de 2002, de la empresa Urbanos de Torrent 2001 SL, perteneciente a FernanBús SA (Grupo Transvia), bajo la marca comercial Torrent Bus. Actualmente dispone de las siguientes líneas:
- Línea 1 Verda: Av. Olímpica/Les Terretes
- Línea 2 Roja: Padre Méndez/Venta Blanca
- Línea 3 Blava: Moralets/Río Palancia
- Línea 4: Piscina (solo en verano)

En el pasado, también prestaban servicio las líneas 5 (Vedat) y 6 (Taronja), siendo la primera de ellas absorbida por la línea 170 de MetroBus. La segunda no tuvo éxito, y se dejó de prestar.

### Bicicletas urbanas
Desde 2010, Torrente dispone de bicicletas municipales, un servicio bajo la denominación de Torrent Bici, cuenta con 350 bicicletas para el alquiler ubicadas en diferentes bancadas de la ciudad. Para ser usuario de este servicio, es necesario inscribirse en el Ayuntamiento de Torrente.

## Administración y política

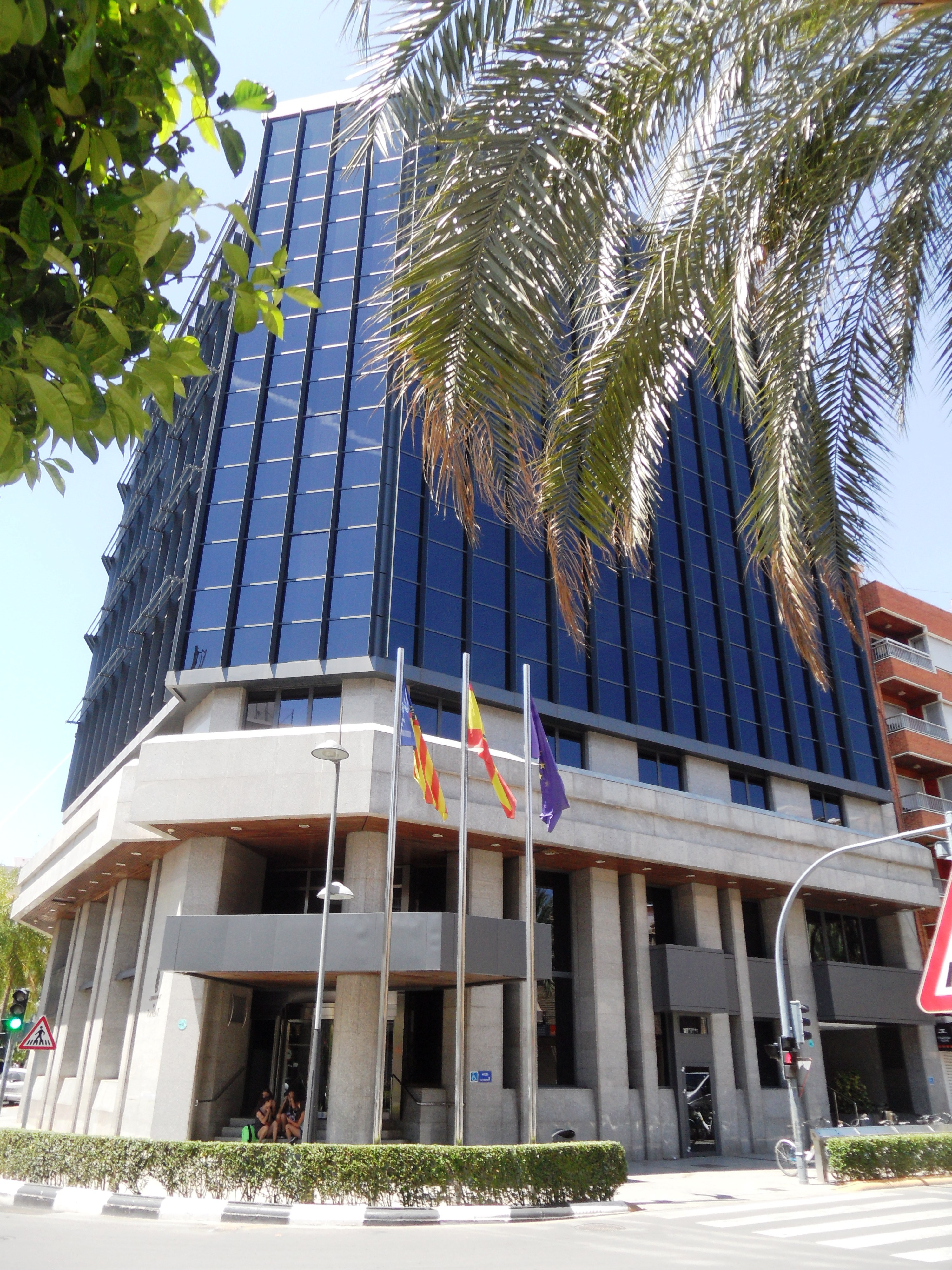
Ayuntamiento de Torrente

### Gobierno municipal
| Periodo   | Nombre                   | Partido | Partido                                         |
| --------- | ------------------------ | ------- | ----------------------------------------------- |
| 1979-1979 | Manuel Puchades Romero   |         | Partit Socialista del País Valencià (PSPV-PSOE) |
| 1979-1987 | Rafael Marín Martínez    |         | Partit Socialista del País Valencià (PSPV-PSOE) |
| 1987-2004 | Jesús Ros Piles          |         | Partit Socialista del País Valencià (PSPV-PSOE) |
| 2004-2007 | José Bresó Olaso         |         | Partit Socialista del País Valencià (PSPV-PSOE) |
| 2007-2012 | María José Catalá Verdet |         | Partido Popular (PP)                            |
| 2012-2015 | Amparo Folgado Tonda     |         | Partido Popular (PP)                            |
| 2015-2023 | Jesús Ros Piles          |         | Partit Socialista del País Valencià (PSPV-PSOE) |
| 2023-act. | Amparo Folgado Tonda     |         | Partido Popular (PP)                            |

En las elecciones municipales españolas de 2015, celebradas el 24 de mayo, el PPCV ganó por 924 votos y empató obteniendo 9 concejales como el PSPV-PSOE. Compromís amplió en 2 su representación respecto a 2011 y obtuvo 4 concejales. También consiguieron representación Ciudadanos-Partido de la Ciudadanía, que se presentaba por primera vez, con 2 concejales y Guanyant Torrent, fruto de la convergencia de Izquierda Unida con la plataforma Guanyant, con 1. Con estos resultados, la composición del pleno obliga a los grupos políticos a buscar consenso para formar un equipo de gobierno estable aunque todo hace prever que será un gobierno de izquierda quien consiga esa mayoría.
En las elecciones municipales españolas de 2019, celebradas el 26 de mayo, el PSPV obtuvo 11 concejales, superando al PPCV, que solo obtuvo 8 actas. Ciudadanos-Partido de la Ciudadanía mantuvo su representación respecto a 2015 y obtuvo 2 concejales. También consiguieron representación Compromís y Vox, ambos con 2 escaños. Con estos resultados, el candidato socialista consiguió revalidar la alcaldía.
| Partido político                                | 2023   | 2023  | 2023       | 2019   | 2019  | 2019       | 2015   | 2015  | 2015       | 2011   | 2011  | 2011       | 2007   | 2007  | 2007       |
| Partido político                                | Votos  | %     | Concejales | Votos  | %     | Concejales | Votos  | %     | Concejales | Votos  | %     | Concejales | Votos  | %     | Concejales |
| Partit Socialista del País Valencià (PSPV-PSOE) | 15 155 | 37,53 | 10         | 14 020 | 40,00 | 11         | 11 304 | 28,42 | 9          | 12 576 | 32,14 | 9          | 13 909 | 39,95 | 11         |
| Partido Popular (PP)                            | 13 436 | 33,28 | 9          | 9420   | 26,87 | 8          | 12 229 | 30,75 | 9          | 18 753 | 47,93 | 14         | 15 250 | 43,80 | 13         |
| Vox                                             | 5715   | 14,15 | 4          | 2507   | 7,15  | 2          | —      | —     | —          | —      | —     | —          | —      | —     | —          |
| Compromís                                       | 3579   | 8,86  | 2          | 2900   | 8,27  | 2          | 6244   | 15,70 | 4          | 2919   | 7,46  | 2          | 1852   | 5,32  | 1          |
| Ciudadanos (CS)                                 | 1227   | 3,03  | 0          | 3164   | 9,02  | 2          | 3133   | 7,88  | 2          | —      | —     | —          | —      | —     | —          |
| Esquerra Unida del País Valencià (EUPV)         | —      | —     | —          | 783    | 2,23  | 0          | 2201   | 5,53  | 1          | 1514   | 3,87  | 0          | 1321   | 3,79  | 0          |

#### Evolución de la deuda viva municipal
El concepto de deuda viva contempla solo las deudas con cajas y bancos relativas a créditos financieros, valores de renta fija y préstamos o créditos transferidos a terceros, excluyéndose, por tanto, la deuda comercial. La deuda viva municipal por habitante en 2020 ascendía a 271 €.
| Gráfica de evolución de la deuda viva del Ayuntamiento entre 2008 y 2023                          |
|                                                                                                   |
| Deuda viva del Ayuntamiento de Torrent, en miles de euros, según datos del Ministerio de Hacienda |

## Cultura

### Patrimonio

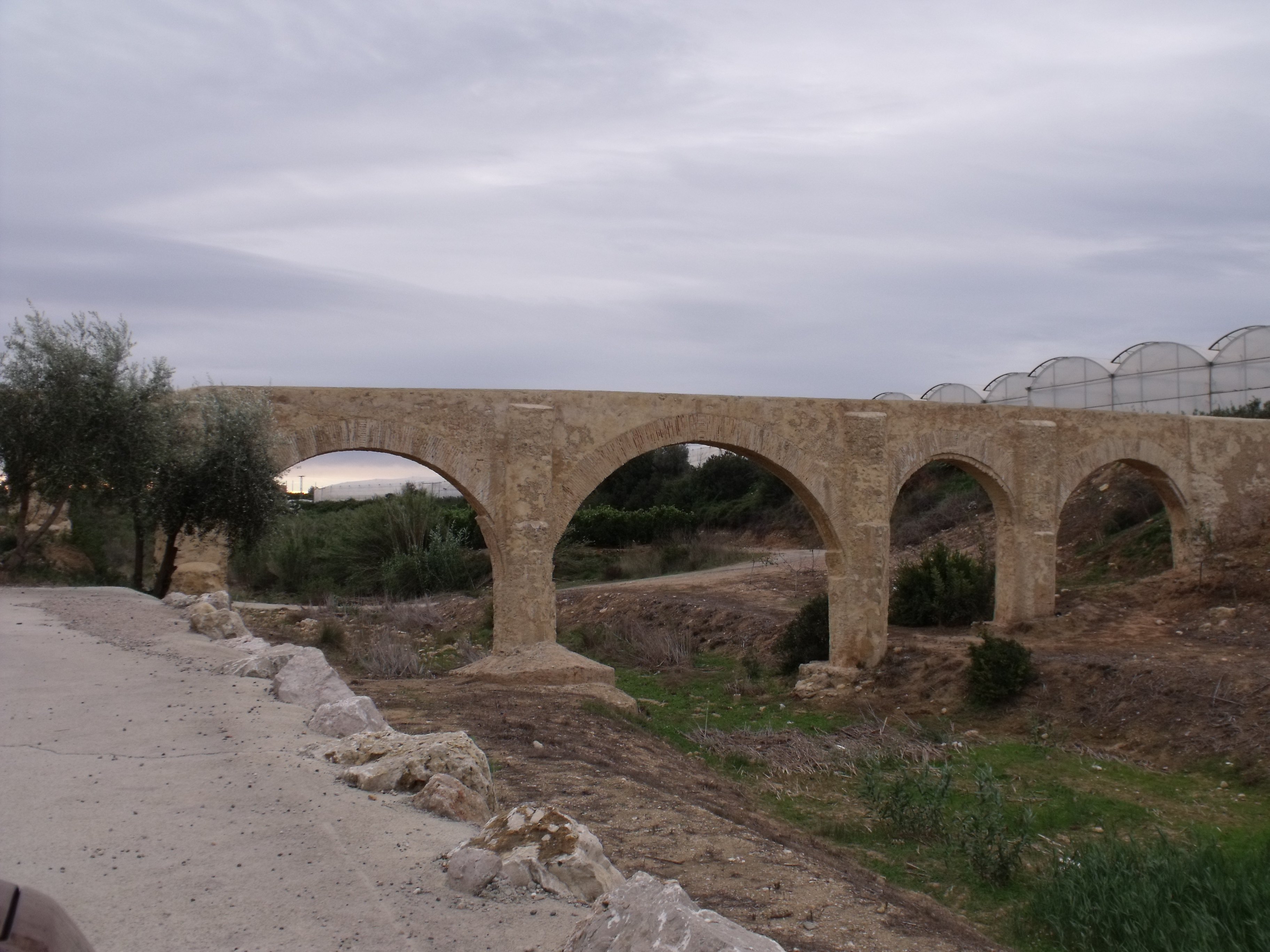
Arquets de Baix
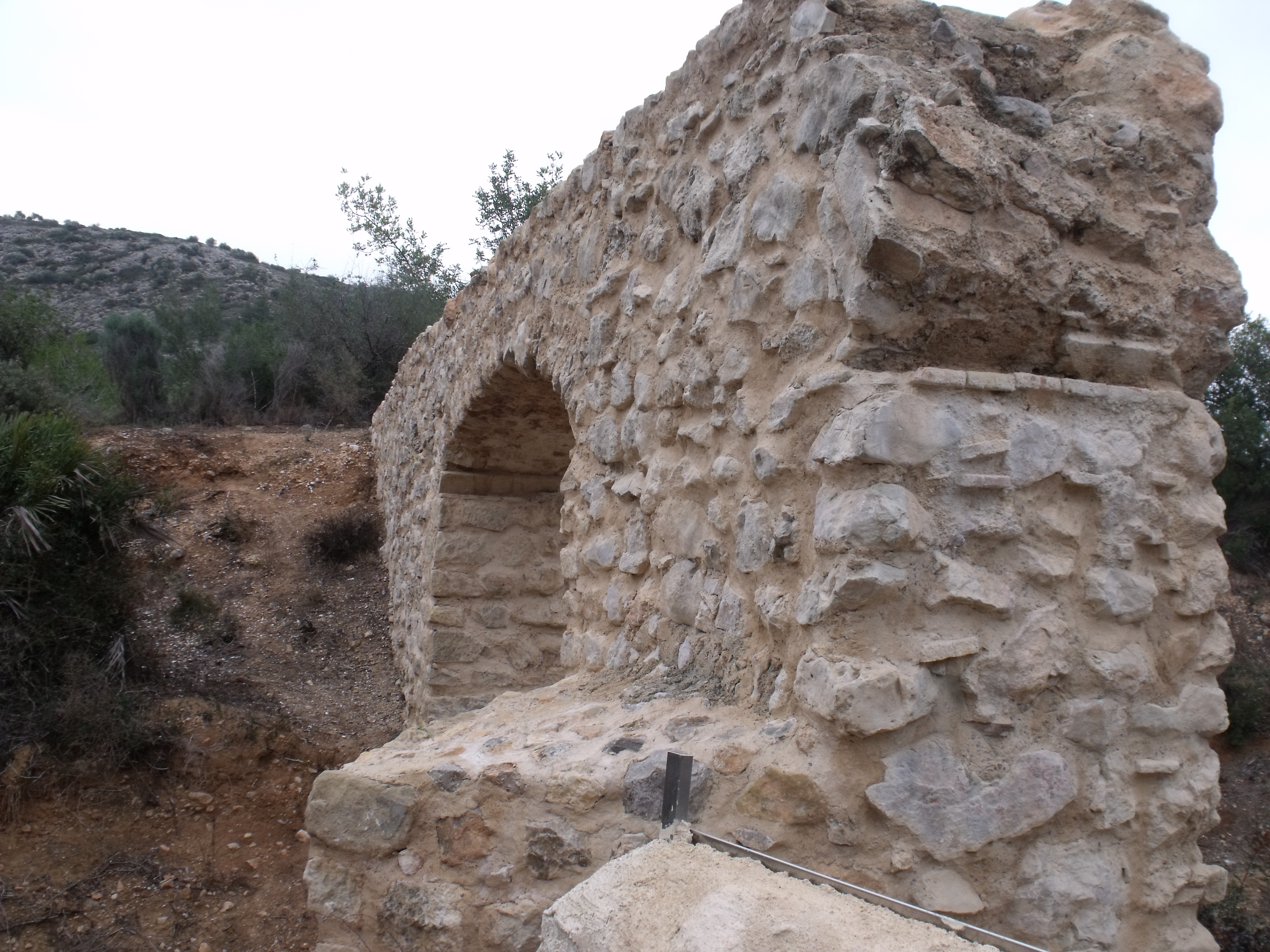
Arquets de Dalt
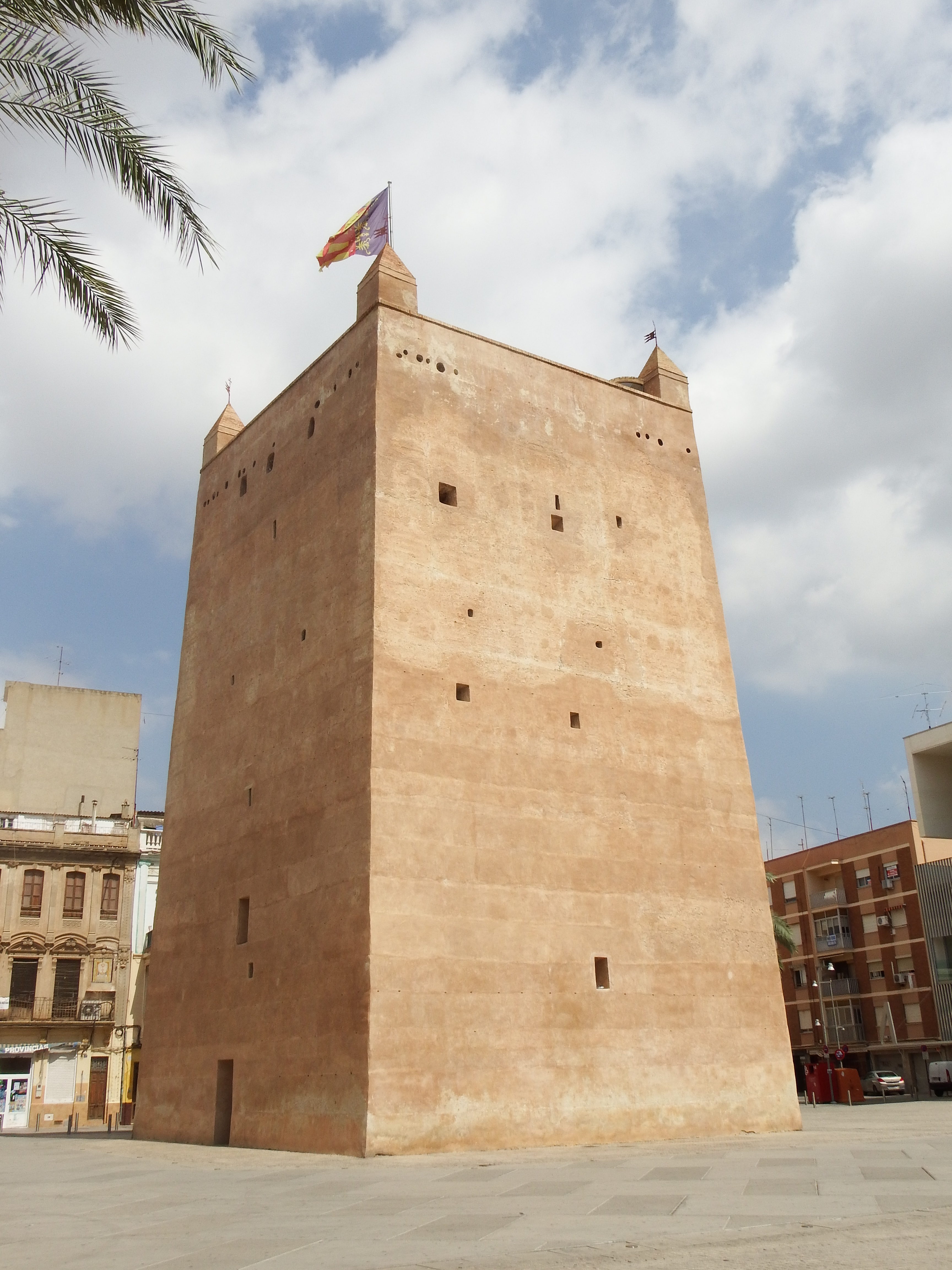
Torre del Castillo de Torrente
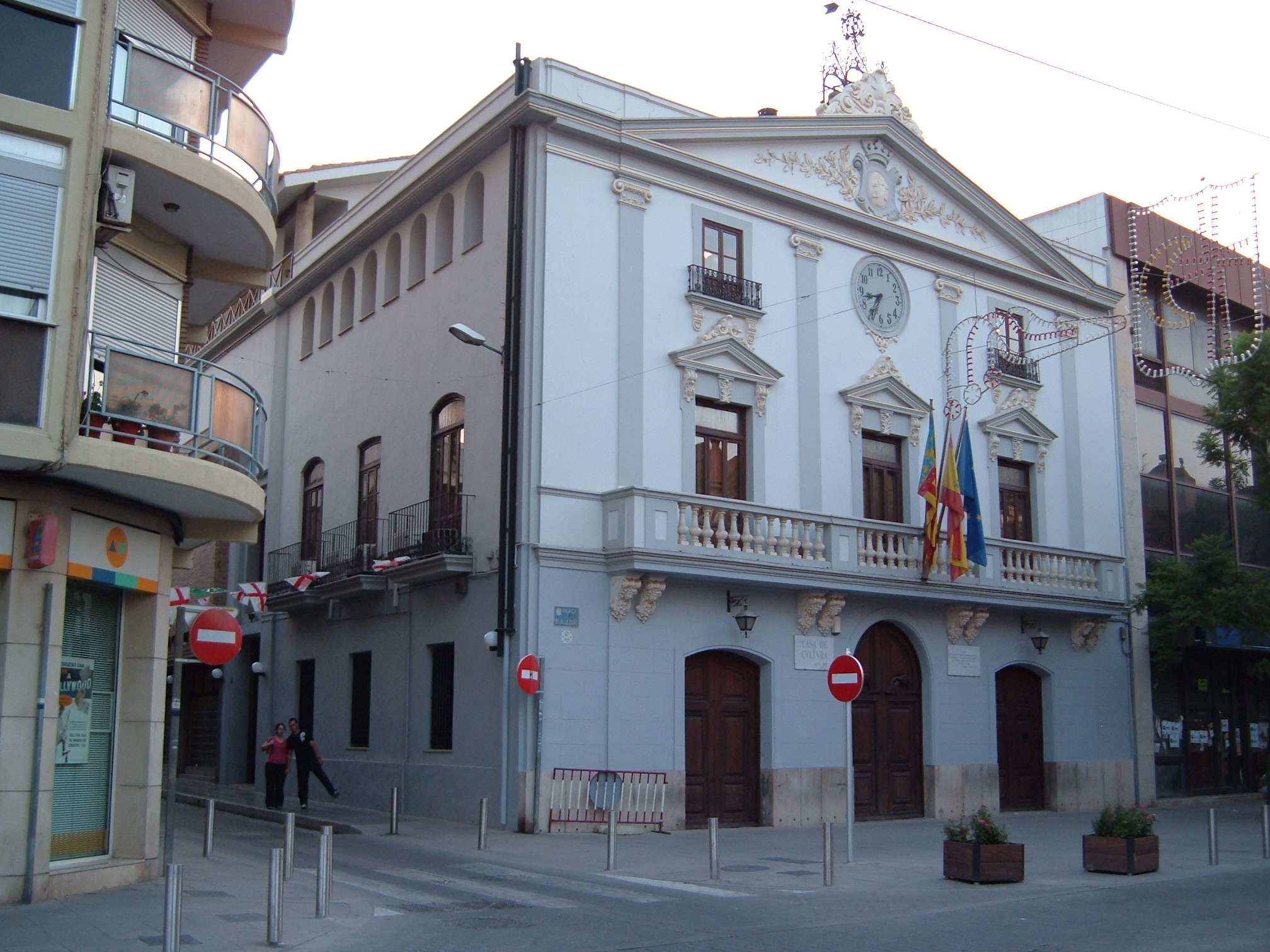
Casa de Cultura
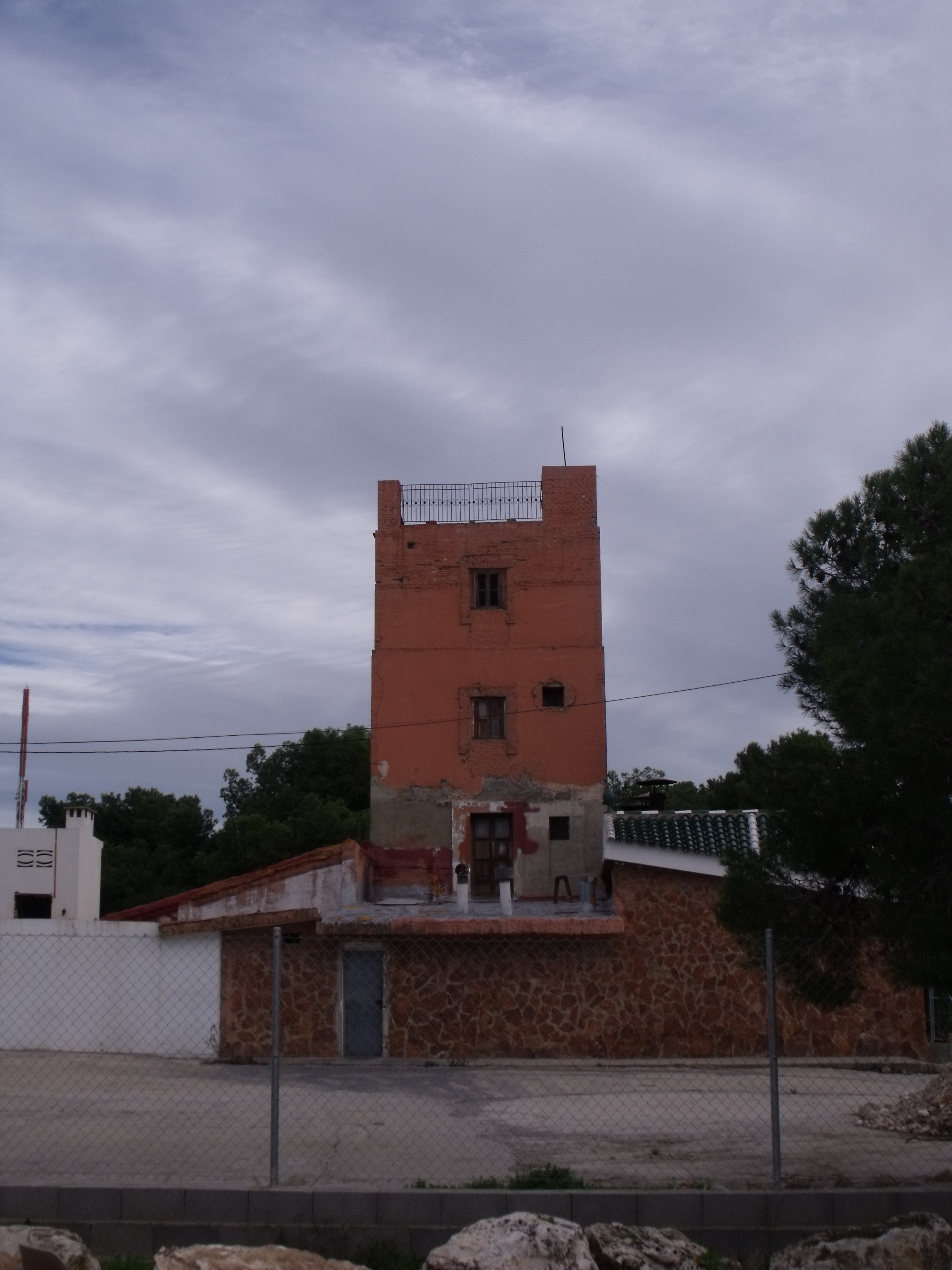
Torre de telegrafía
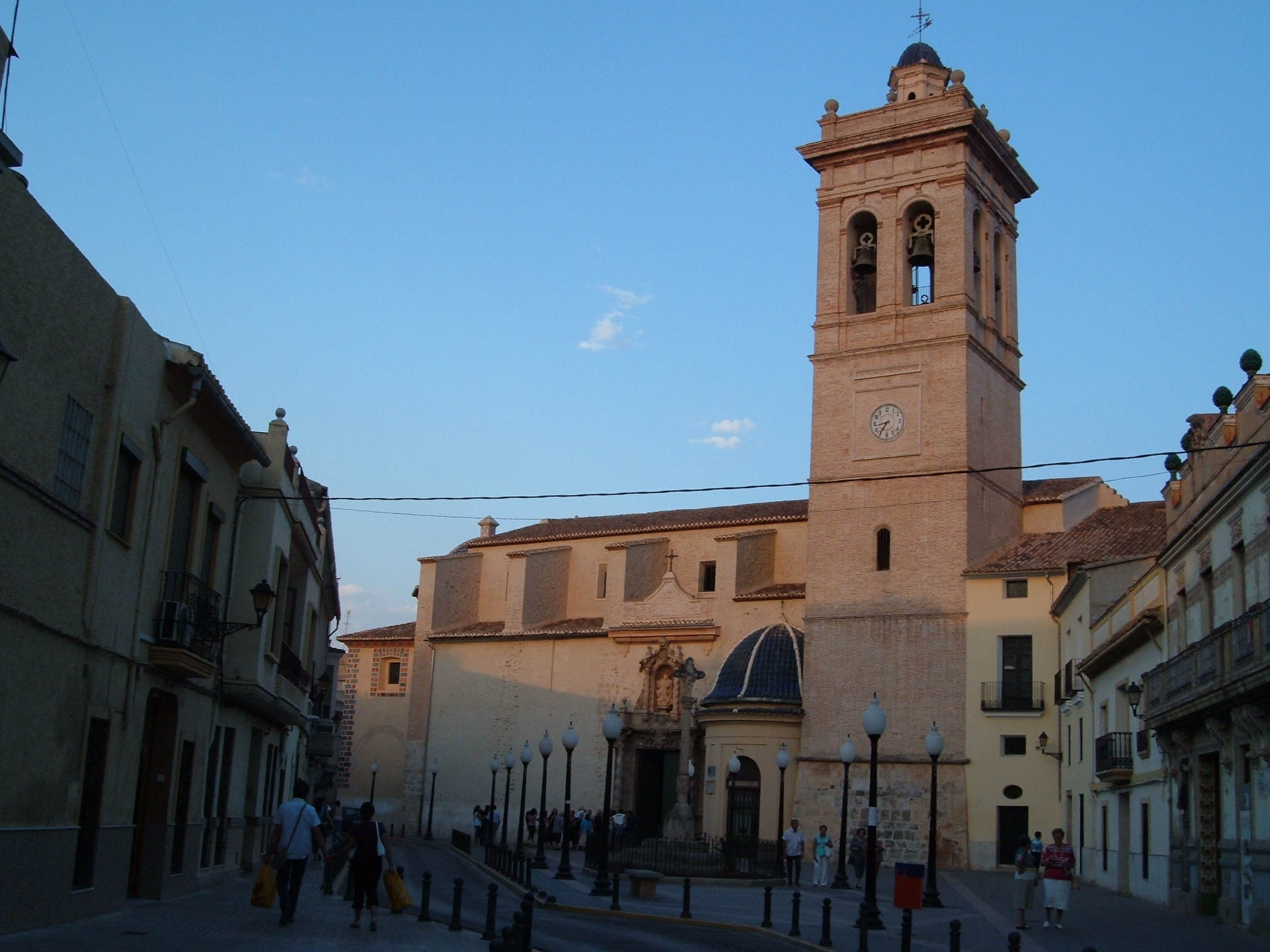
Iglesia de la Asunción
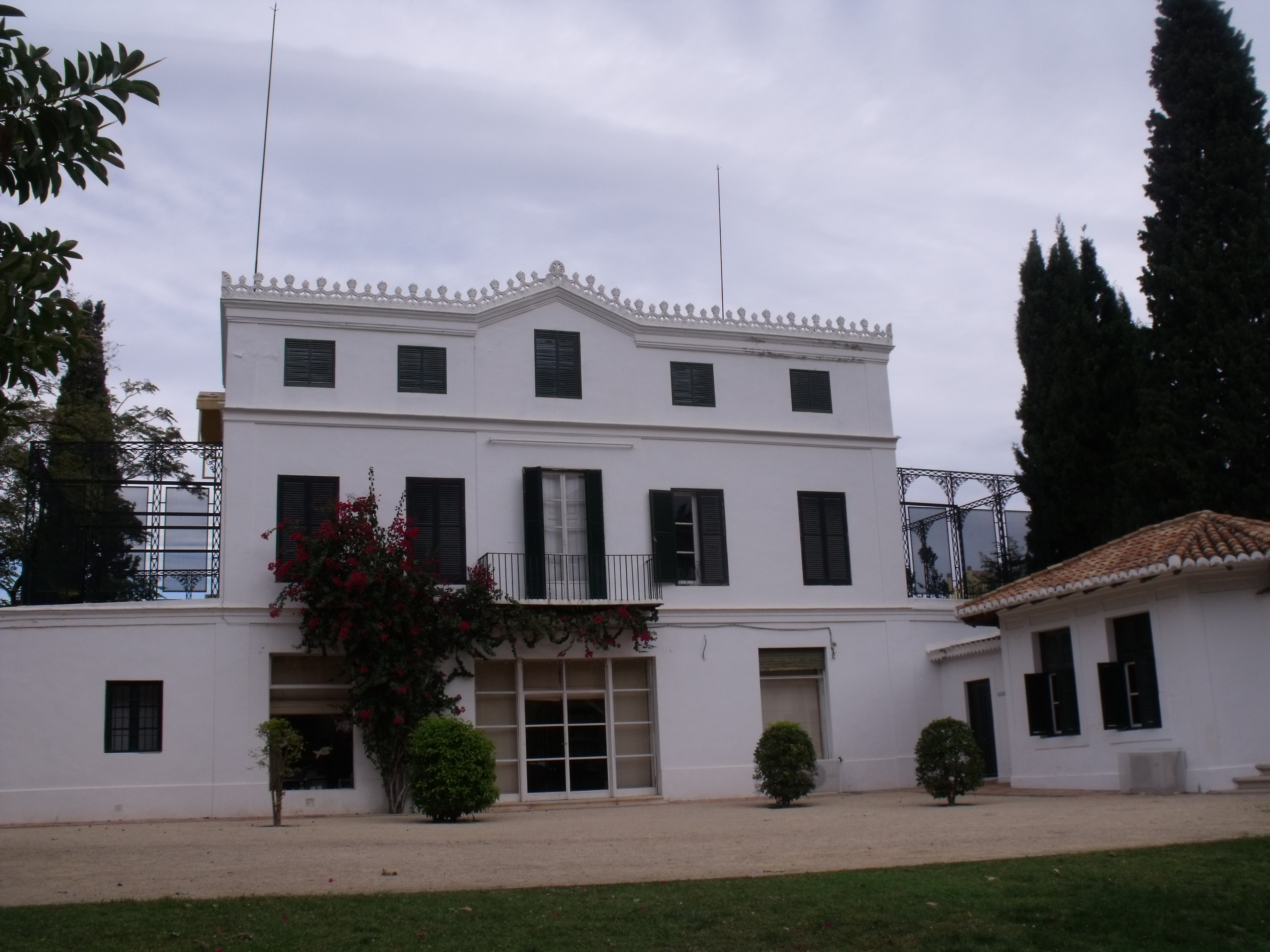
Huerto de Trénor
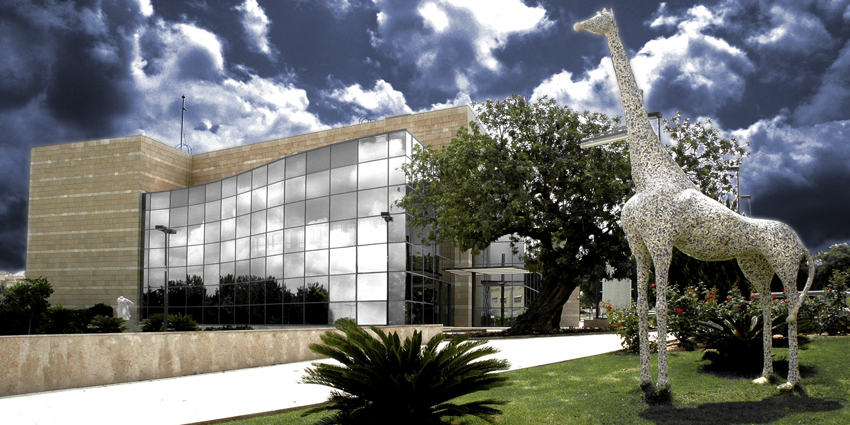
Auditorio

#### Religioso
- Iglesia de San Luis Beltrán
- Iglesia de la Asunción de Torrente
- Monasterio de la Inmaculada
- Ermita de San Vicente del Mas del Jutge

#### Civil
- Torre del Castillo de Torrente
- Chalé Giner-Cortina
- Huerto de Trénor
- Cruz de Pere Mora. Destruida en la guerra civil y restaurada y escondida hasta que finalizó la guerra por el escritor Miguel Mora Muñoz[41] (1892-1958).
- El Liceo. Edificio de estilo modernista valenciano.
- Acueductos de los Arquets de Dalt y los Arquets de Baix, de época árabe.
- Museo Comarcal de L'Horta Sud
- Poblado y cementerio mudéjares de la Carrasquera
- Torre de telegrafía óptica del Vedat de Torrent
- Mercado de Torrent

### Música

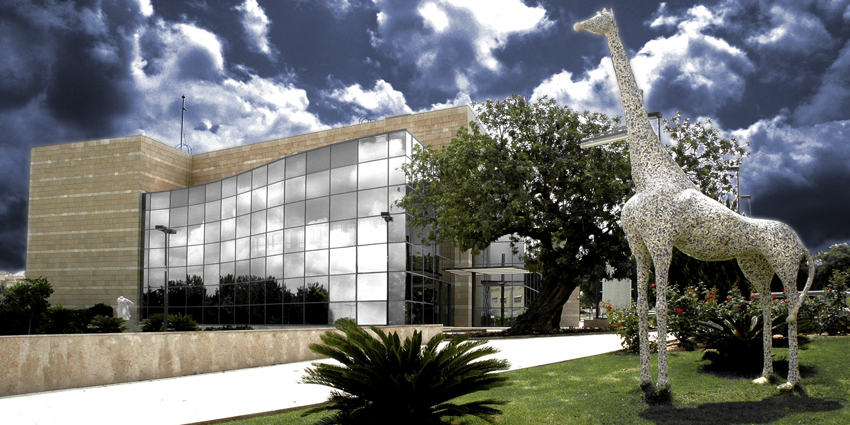
Auditorio de Torrente

En el aspecto musical destacan las siguientes sociedades musicales:
- Banda Sinfónica del Círculo Católico de Torrente, fundada en 1887
- Banda Sinfónica Unió Musical de Torrent, fundada en 1973

Además, el pueblo cuenta con un Conservatorio Profesional de Música.

### Deportes
En la actualidad,[¿cuándo?] el deporte torrentino se encuentra en uno de los puntos álgidos de su historia. En el mundo del fútbol, el conjunto Torrent Club de Fútbol se encuentra en la Segunda Federación. El Torrent CF, es un club histórico que fue fundado en 1922 y juega en uno de los campos más históricos del fútbol valenciano, el Estadio San Gregorio.
En el ámbito femenino, Torrent destaca por el impulso al fútbol femenino a través de escuelas y equipos que han crecido notablemente en los últimos años, participando en ligas autonómicas y regionales. Además, la ciudad apoya activamente el balonmano, el atletismo y el baloncesto, tanto en categorías masculinas como femeninas.
El Club Atletismo Torrent y la Escuela de Atletismo del Ayuntamiento de Torrent son reconocidos por su labor formativa y participación en competiciones regionales y nacionales. También existen clubes femeninos de gran trayectoria en voleibol, gimnasia rítmica y natación sincronizada.
La infraestructura deportiva incluye el polideportivo Anabel Medina, el pabellón El Vedat y múltiples campos y pistas al aire libre, donde se realizan eventos y competiciones durante todo el año. El ayuntamiento, además, impulsa iniciativas de deporte inclusivo y popular, fomentando la participación ciudadana a través de ligas municipales y actividades al aire libre.

### Fiestas
Muchas de sus festividades son similares a las que se celebran en Valencia y su área metropolitana. Sin embargo hay algunas muy peculiares, típicamente torrentinas.
- Porrat de San Antonio Abad: se celebra los días 16-17 de enero. La víspera del 17 de enero se realiza una hoguera en la calle y dos o tres domingos más tarde se realiza la posterior bendición de animales, junto a la entrega de panes bendecidos.
- Entrada de la flor: se celebra el 1 de febrero y ese día, los Clavarios de la Virgen del Rosario presentan a la Virgen la primera rama de almendro que ha florecido. Se encienden cohetes (tipo 'carretillas') y en un recinto cerrado se dispara una cordá.
- San Blas: 3 de febrero, en esta festividad se instalan puestos de artesanía, comida, frutos secos, tómbolas, etc. Ese día se venden los típicos gaiatos (bastones de rosquilleta o de panquemao) y los sanblaiets. Es también tradicional entrar en la iglesia para ponerse aceite sobre la garganta (ya que San Blas es el santo que protege de las enfermedades de la garganta). El plato típico del día es el rossejat.
- Fallas de Torrente: del 15 al 19 de marzo. Las 28 comisiones falleras plantan 56 fallas (28 mayores y 28 infantiles). Unos quince días antes de la festividad de San José, se realiza la tradicional cridà (llamamiento a todo el mundo para recordar que ya son fallas). Hasta el día 15 hay varios actos como las cabalgatas y la exposición del ninot... La noche del día 15 se plantan las fallas; desde el día 16 hasta el día 19 (ambos inclusive) se realiza la mascletá; los días 17 y 18 se realiza la Ofrenda a la Virgen de los Desamparados; y el día 19 (San José), se realiza la cremá de las fallas.
- Semana Santa de Torrente: los actos de la Semana Santa torrentina, empiezan una semana antes del Domingo de Ramos, en la que se realiza el pregón de la Semana Santa y la proclamación de la Reina del Encuentro. El Domingo de Ramos se realiza la bendición de palmas. El Lunes, Martes, Miércoles, y Jueves Santo, se realizan los traslados, en la que cada hermandad lleva su paso hasta la parroquia de Monte Sion o el museo de Semana Santa.
- Fiestas Virgen de los Desamparados: se celebran el segundo domingo de mayo, donde la imagen de la Virgen de los Desamparados recorre las calles de la ciudad.
- Corpus Christi: la festividad del Cuerpo de Cristo se suele celebrar a finales de mayo y mediados de junio. Durante el día del Corpus se realiza la misa mayor y por la tarde se realiza la procesión. Al acabar la procesión se realiza el disparo de una mascletà.
- Fiestas patronales (San Abdón y San Senén) y de Moros y Cristianos: del 23 al 30 de julio. Popular fiesta que desde 1990 ha tomado una gran importancia por los Moros y Cristianos. La Gran Entrada cuenta con 24 filás y comparsas con más de mil participantes y cerca de diez mil espectadores cada verano. Además se realizan otras actividades como el pregón y la trabucà en la cual se hace el parlament.
- Fiestas de verano de las barriadas de Torrente: durante los meses de agosto y septiembre se celebran las fiestas de los distintos barrios y colonias de Torrente; como la Colonia Blanca del Vedat de Torrente (dedicadas a la Virgen Blanca), San Cayetano (en el barrio del mismo nombre), Tros Alt (dedicadas a la Virgen de los Ángeles), El Pantano (dedicadas a la Virgen de los Desamparados), Mas de la Muntanyeta, Fiestas de la asociación Montehermoso, Fiestas de la Colonia de Santa Apolonia en el Vedat de Torrent, Fiestas Mas del Jutge (dedicadas a San Luis Bertrán y San Vicente Ferrer).
- La Aurora: celebración que empieza el 8 de diciembre con el fin de convocar a la gente para el rezo del Rosario. Esta celebración se realiza todos los domingos (a excepción de 25 de diciembre y 1 de enero) desde el día 8 de diciembre hasta el día 6 de enero, también se realiza una aurora el día 26 de enero.

## Ciudades hermanadas
- Benalup-Casas Viejas, España. Durante la década de los 60 un gran número de andaluces emigró a Valencia y Cataluña. En concreto, cientos de ciudadanos de Benalup-Casas Viejas llegaron a esta ciudad. Dado el número de benalupenses empadronados el ayuntamiento decidió hermanarse con el municipio de la provincia de Cádiz.[46]

Għarb y Zebbug, Malta. A comienzos de 2007 se hermanó con las localidades maltesas de Gharb y Zebbug. Torrente y Gharb tienen destacados vínculos históricos. Ambas poblaciones han pertenecido durante siglos a la Orden del Hospital y a la de Malta, así como a la Corona de Aragón. El acuerdo serviría para realizar una buena promoción turística mutua y mostrar las posibilidades de inversión. Uno de los motivos para elegir Malta fue su inclusión en 2004 en la Unión Europea.